# Kloster Vinnenberg
Das Kloster Vinnenberg ist ein ehemaliges Zisterzienserinnen- und Benediktinerinnenkloster, das heute als Seminar- und Exerzitienhaus für geistige Erfahrungen in Trägerschaft des Bistums Münster geführt wird. Es befindet sich im östlichen Münsterland nördlich von Warendorf im Ortsteil Milte, in unmittelbarer Nähe zur Bever. Kloster Vinnenberg ist einer der ältesten Wallfahrtsorte im Bistum Münster und ein Ort der Marienverehrung. Bekannt ist das Kloster vor allem wegen des Vinnenberger Gnadenbildes. Das ehemalige Kloster befindet sich inmitten des Naturschutzgebietes Vinnenberger Busch und des Landschaftsschutzgebietes Am Vinnenberger Busch – Großer Dyk.

## Das Exerzitienhaus
Das Exerzitienhaus besteht aus zwei Gebäuden: dem Klostergebäude und dem alten Rektorat.
- Das Klostergebäude hat insgesamt 28 Zimmer: 25 Einzel- und 3 Doppelzimmer mit Nasszelle, davon 2 als kleine Suiten und 2 als Referentenzimmer, 1 Vortragssaal (70 Personen), 4 Seminarräume (10–20 Personen), 1 Gesellschaftsraum mit Teeküche, 1 Refektorium (Speisesaal für 55 Personen), 1 kleines Refektorium, dazu 30.000 m² Klostergarten.
- Das Alte Rektorat bietet 9 Einzelzimmer (Nasszelle/Bad/WC auf dem Flur für je 2–3 Zimmer), 1 Essküche für 12 Personen, 1 Bibliothek, 2 Meditationsräume (14–26 Personen), 1 Schweigegarten am Wasser, 1 Bad/WC/Küche/Wohnzimmer.

### Konzept
Das Konzept zur „Erweckung zum neuen Leben“ ruht auf vier Säulen:
- 1. Säule: Kontinuität des kontemplativen Lebens (Raum und Zeit für Sinnsuche und Gottessehnsucht)
  - Tage der Stille und Exerzitien
  - Kompetente Begleitung für Einzelne und Gruppe
  - Einübung in Gebet und Meditation und Kontemplation
  - Anbetung – jahrhundertealte und neue Gebetsformen
- 2. Säule: Persönlichkeitsentwicklung (Reifender Glaube – sich wandelndes Leben)
  - Spirituelle Selbst- und Körpererfahrung
  - Pastoralpsychologische Schulung
  - Rituale und religiöse Symbolsprache
  - Training im seelsorgerischen Gespräch, Kommunikation und Beratung
  - Auseinandersetzung mit Literatur, Kunst und Tanz
- 3. Säule: Erneuerung christlicher Wertorientierung (Herausforderung sehen – ethisch handeln)
  - Wirtschaftsethik: Führungskultur für Menschen in Verantwortung
  - Medizinethik: Umgang mit Grenzerfahrungen des Lebens
  - Neue Quellen im Berufsalltag finden
  - Achtsamkeit üben
  - Nachhaltigkeit erreichen
- 4. Säule: Kontinuität religiöser Kultur (Das Erbe schätzen und weiterschreiben)
  - Pflege der Wallfahrt und des Pilgerns
  - Erweiterung und Vertiefung des liturgischen Angebots
  - Geistliche Konzerte, Literatur und Kunst[1]

Für Einzelpersonen gibt es auch noch die Möglichkeit der „Oasentage“, bei denen man die Ruhe der klösterlichen Umgebung mit Wanderungen im Naturschutzgebiet Vinnenberger Busch auf sich wirken lassen kann. Insgesamt arbeiten 15 Angestellte für das Wohl der Gäste.

## Bilder

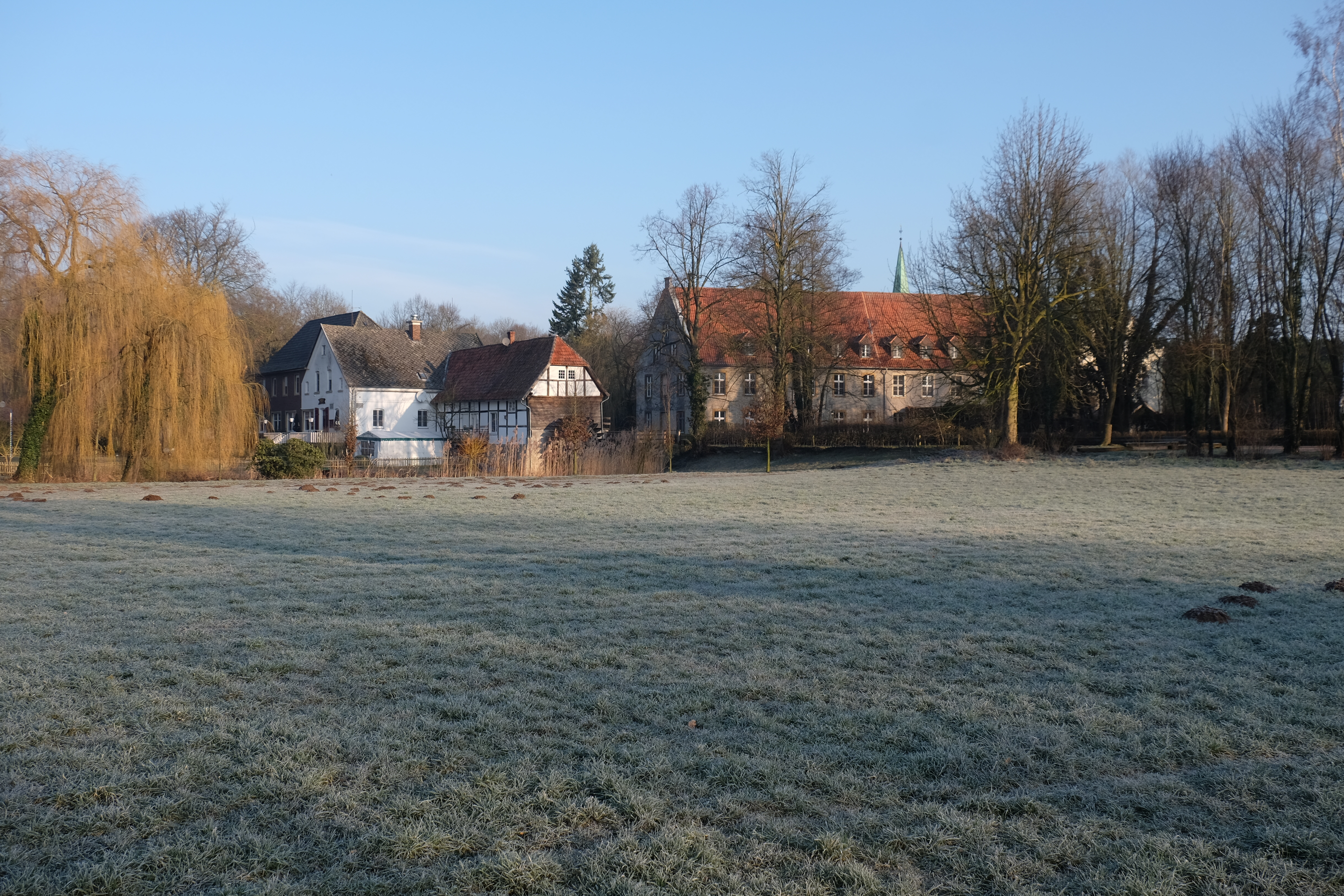
Vinnenberg mit Klostermühle
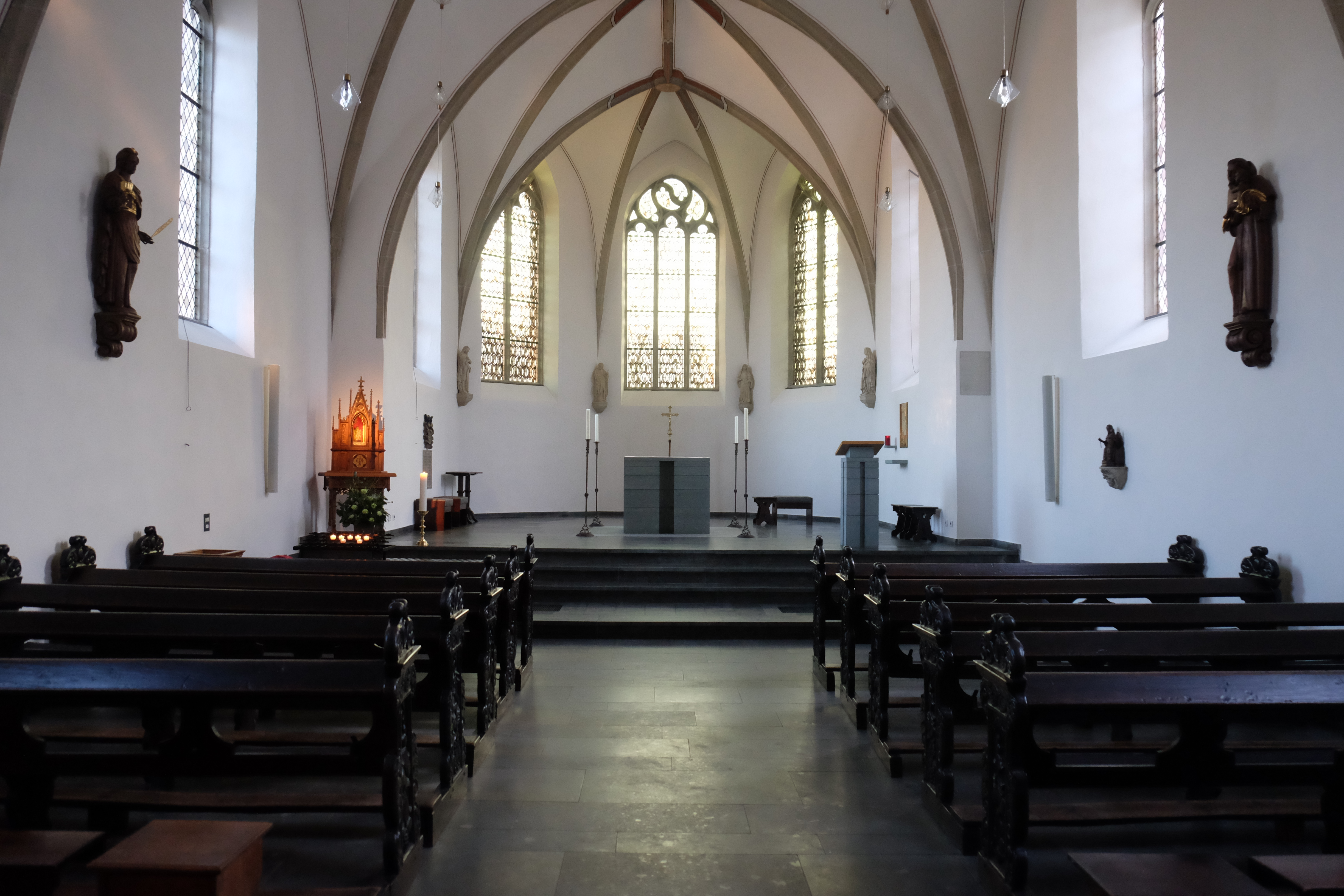
Kapelle mit Gnadenbild
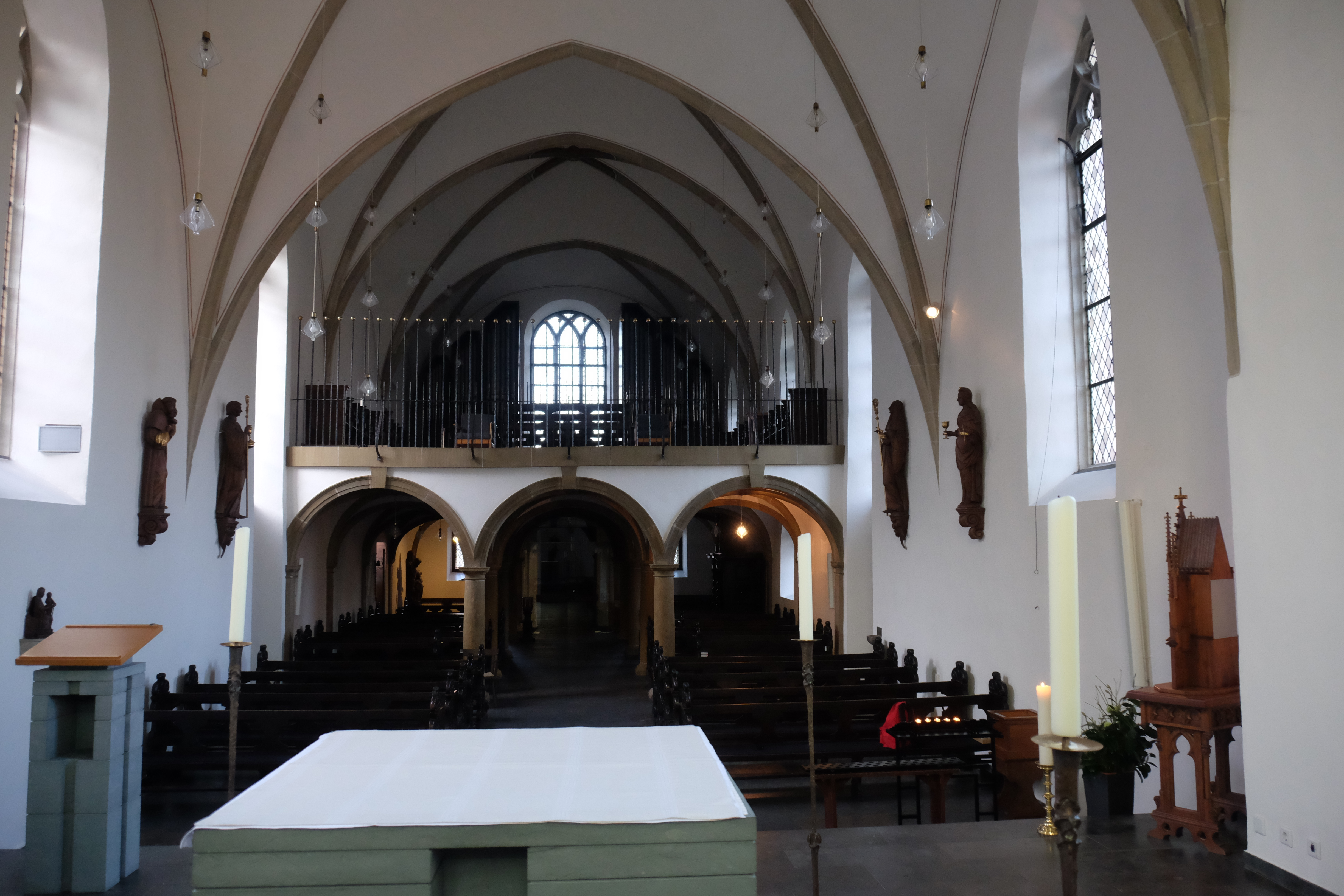
Kapelle mit Nonnenchor
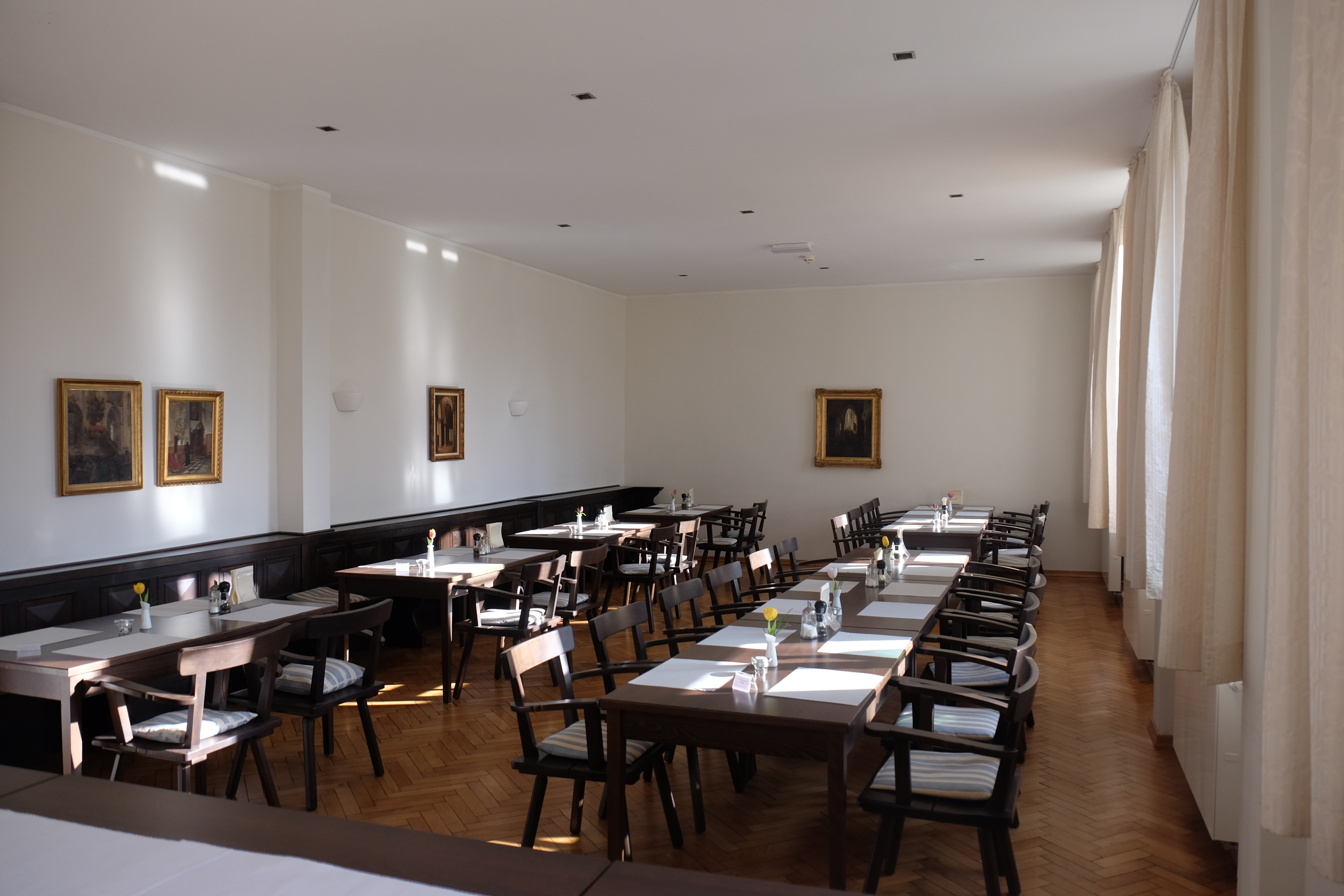
Das Refektorium (Speisesaal)
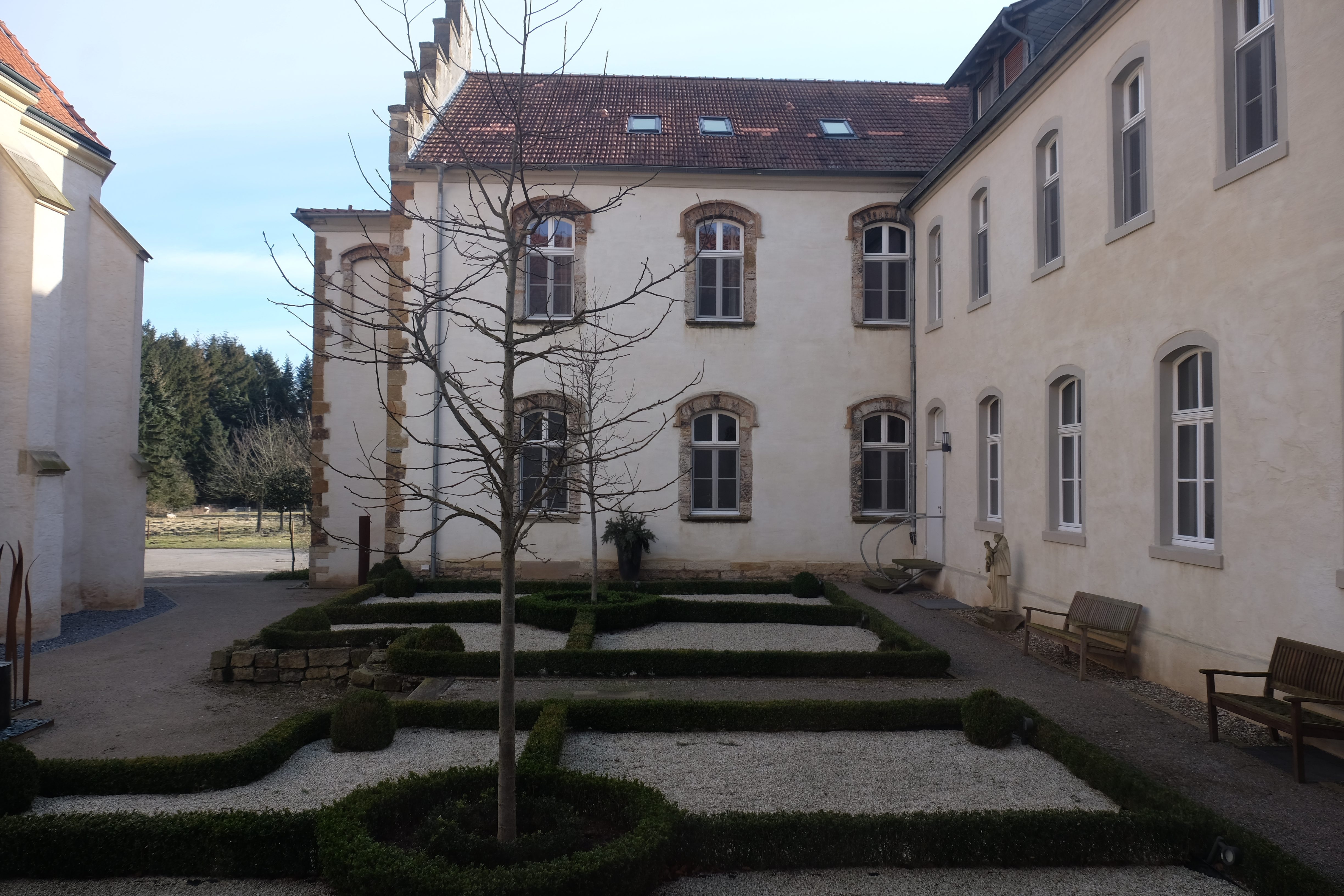
Garten der Stille
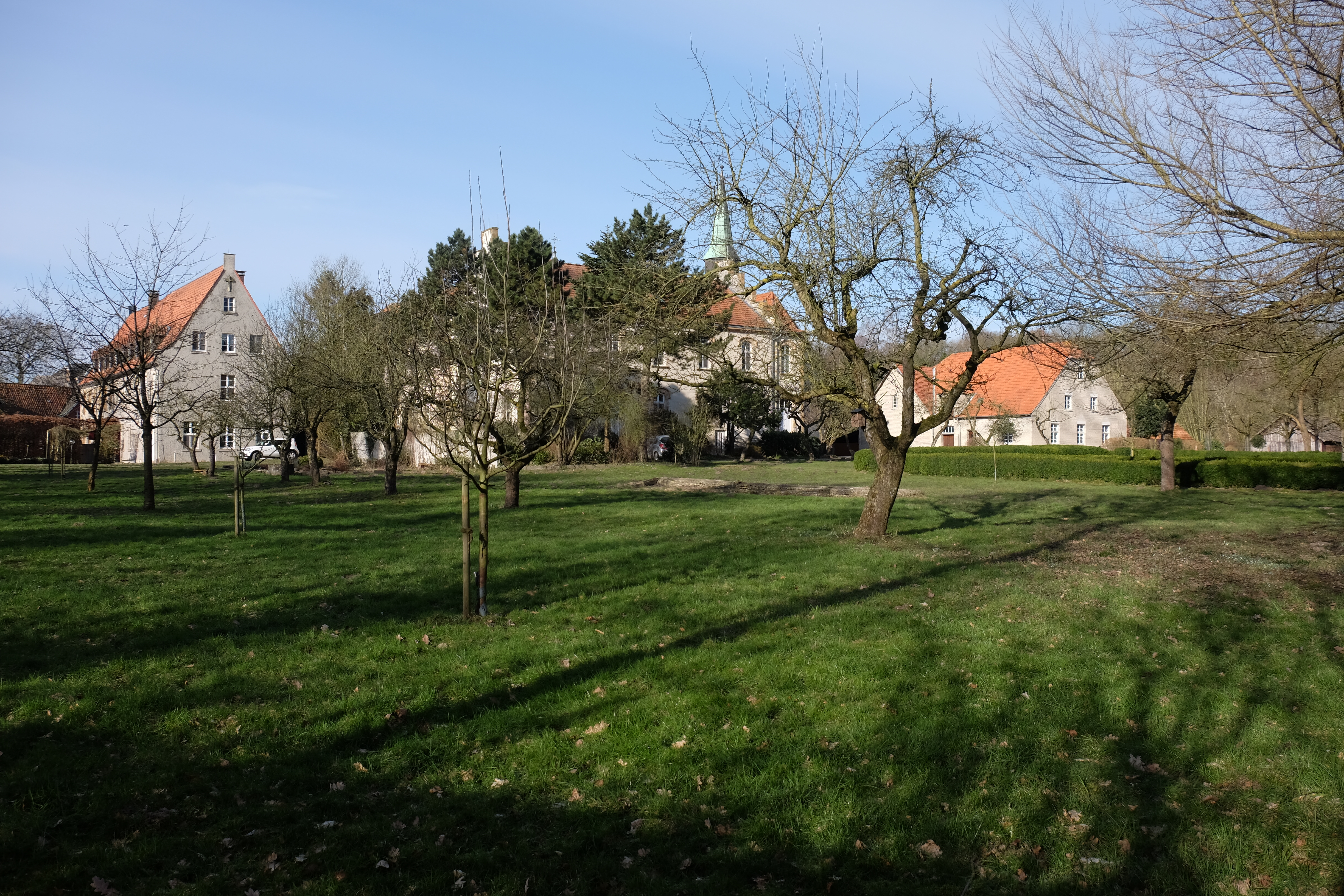
Klostergarten

## Geschichte

### Name
„Vinnen: Heide am Sumpfe oder Torfmoor. Das i in dem Namen erklärt sich wohl durch das westfrisische finne als Nebenbildung zu ahd. fenna, nd. Ve(e)n, ags. es in Venne.“

### Gründung
Die Gründung des Klosters Vinnenberg trifft in die Zeit der religiösen Aufbruchbewegung im 13. Jahrhundert. Sehr wahrscheinlich gründeten um 1252 zwei Nonnen aus dem Zisterzienserinnenkloster St. Aegidii in Münster nahe dem Hof Winnenburg/Winnenberg (= Vinnenberg) ein kleines Kloster, mit Namen Mons Mariae (= Marienberg). Erste urkundliche Erwähnungen finden sich aus dem Jahr 1256. Der Münsteraner Bischof Graf Otto II. von der Lippe (1247–1259) übertrug dem Konvent die Milter Pfarrkirche mitsamt dem Recht, den Ortspfarrer einzusetzen.

„Kloster Marienberg in Vinnenberg wird erstmals in einer Urkunde von 1256 erwähnt: Am 5. Mai dieses Jahres übertrug Bischof Otto II. von Münster (1247–59) dem conventus montis sancte Marie quod antea Vinnenberg vocabatur, den er als novella congregatio bezeichnete, das Patronat der Pfarrkirche in Milte. Einen Überblick über die Geschichte des Klosters bietet Leidinger: Westfälisches Klosterbuch. Die in der Urkunde bereits als Standort genannte curia Vinnenberg erwarben die Nonnen etwa sechs Wochen später von dem bischöflichen Ministerialen Bernhard von Vinnenberg, […]“

Das Kloster erlangte für den Neubau und zu seinem Schutz außerordentlich zahlreiche päpstliche und bischöfliche Empfehlungen, weil die Stiftung namentlich jenen nordischen Gegenden zum Frommen gereichen sollte, wie es in der päpstlichen Urkunde von 1256 heißt. In einer Urkunde des gleichen Jahres findet sich der Bezug zum Gutshof Vinnenberg des Ritters Bernhard. Der Bischof übertrug die Rechte des Hofes, den Bernhard von Vinnenberg als sein Lehen besaß, auf das Kloster. Ritter Bernhard hatte in diesem Zuge den Hof allerdings nicht per Schenkung an das Kloster gegeben, sondern ihn an dieses verkauft. Schnell bürgerte sich der Name des Gutes als Name für das Kloster ein. Wurde es in den Urkunden oft noch „Marienberg“ genannt, hieß es in der Bevölkerung nunmehr Kloster Vinnenberg. 1267 erhielt das Kloster einen Hof im Kirchspiel Telgte. 1297 erwarb es Grundbesitz und Häuser in Warendorf. Durch Schenkungen und Ankäufe erwarb das Kloster weiteren Besitz.

#### Rengering und Vinnenberg, die Doppelgründung an der Bever
Die Gründer des Klosters Rengering gründeten weniger als zehn Jahre später das Kloster Vinnenberg in etwa vier Kilometer Entfernung, ebenfalls an der Bever gelegen. Dies lag an den ungünstigen Bedingungen, die das Kloster Rengering in den ersten zehn Jahren nach seiner Gründung vorgefunden hatte: Während die zwei Brüder des Stifters, Bernhard und Johann von Vinnenberg, mit der Stiftung einverstanden waren, suchten zwei andere Verwandte, Hermann und Albero, die junge Stiftung 1252 durch Raub und Brand heim, söhnten sich aber 1253 gegen die Entschädigung von 5 Mark Silbers mit dem Kloster aus. Es wird davon ausgegangen, dass diese frühe Auseinandersetzung die Gründung des Klosters Vinnenberg initiiert oder zumindest befördert hat. Es könnte nicht unwahrscheinlich sein, dass mit der Gründung des Klosters Vinnenberg 1256 das Kloster Rengering aufgegeben werden sollte. Doch 1257 forderte Papst Alexander IV. das Generalkapitel der Zisterzienser auf, das Kloster Rengering auch formal in den Orden aufzunehmen, „nachdem es schon zehn Jahre und mehr die Ordensregeln beobachtet habe“.

„Die in der Urkunde bereits als Standort genannte curia Vinnenberg erwarben die Nonnen etwa sechs Wochen später von dem bischöflichen Ministerialen Bernhard von Vinnenberg, einem Bruder des Gründers von Kloster Rengering, das nur etwa 3 km entfernt liegt. Es ist davon auszugehen, dass zunächst nur die Gründung eines Klosters in dieser Gegend vorgesehen war, und dass nur wegen der schweren Auseinandersetzungen um die Ausstattungsgüter in Rengering und den daraus resultierenden schlechten Entwicklungsaussichten dieses Klosters [gemeint ist Kloster Vinnenberg], die Ansiedlung eines zweiten Konvents nach nur etwa 10 Jahren in Betracht gezogen wurde.“

Die Klöster Vinnenberg und Rengering sind ca. 4,7 km über den Beverstrang miteinander verbunden. Von dieser Zeit ab bis zu ihrer Aufhebung im Jahr 1810 existierten diese beiden Zisterzienserklöster in unmittelbarer Nähe zueinander. Dies führte dazu, dass das Kloster Rengering sich mehr nach Westen, dem Beverstrom abwärts nach Ostbevern orientierend, entwickelte, während das Kloster Vinnenberg den Blick nach Osten wandte, der Bever aufwärts nach Füchtorf sowie nach Süden in Richtung Milte. Die Entwicklung des Klosters Rengering ist nicht ohne das Kloster Vinnenberg zu erklären und umgekehrt.

#### Gründungslegende

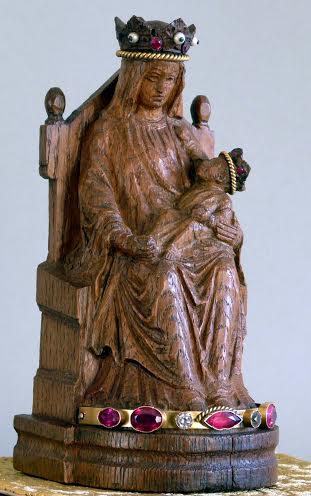
Die Vinnenberger Madonna

In mittelalterlich frommer Denkweise berichtet eine alte Legende von der Entstehung des Klosters Vinnenberg. Die beiden wegen des Erbes zerstrittenen Brüder Ritter Bernhard von Rengering und Johannes von Vinnenberg sollen in mondheller Nacht gesehen haben, wie zwei Gestalten ihren Hof abschreiten. Sie identifizierten die Frau und den jungen Mann als Maria und den Apostel Johannes. Die beiden „Vermesser“ ließen sich nach einer Weile auf einem umherliegenden Holzstamm nieder. Als die beiden Ritterbrüder in den Hof liefen, waren die Gestalten aber verschwunden. Lediglich ein roter Seidenfaden fand sich auf dem Holzstamm. Die Brüder deuteten die Vision entsprechend und stifteten ihre Erbteile zu Ehren der Mutter Jesu, Johannes des Täufers und des Apostels Johannes den Schwestern des kleinen Klosters Marienberg „zur erweiterung und Stiftung vorerwänten Jungfrawen Cloisters“. Aus dem Holzstamm ließen sie der Überlieferung nach vier Heiligenfiguren schnitzen: drei Bildnisse der Mutter Gottes und eines der hl. Anna. Das kleinste dieser Bildnisse wurde das bekannte Vinnenberger Gnadenbild: die Mutter Gottes vom Himmelreich, welches seitdem in Vinnenberg verehrt wurde und Vinnenberg zur Pilgerstätte werden ließ.

### Mittelalter
Vinnenberg ist ein bedeutender Wallfahrtsort des Mittelalters in allen Bistümern Münster, Osnabrück und Paderborn:
- 1257 gewährt der Bischof von Münster Otto II. von Lippe wie auch im gleichen Jahr der Bischof von Osnabrück Bruno von Isenberg einen Ablass von 40 Tagen vor seine untergebenen Schäflein als Pilgramme nach Vinnenbergh.
- 1290 wiederholt der Bischof von Münster Everhard von Diest diese Anordnung
- 1291 stimmt der Bischof von Paderborn Otto von Rietberg zur Vermehrung der Andacht und Gottesfurcht an seine untergebenen Schäflein als Pilgramme nach Vinnenbergh dem 40-tägigen Ablass zu.[6]
- 1296 bestätigt eine Bulle von Bonifatius VIII., die die Siegel von dreizehn Kirchenfürsten trägt, über die verschiedenen Ablässe zu den Tagen: Geburt Christi, Erscheinung des Herrn, Ostern, Christi Himmelfahrt, Pfingsten, an allen Festen der allerheiligsten Jungfrau, an den Festen des Apostels Petrus und Paulus, der Heiligen Johannes, Laurentius, Martinus, des Erzengel Michaels, Allerheiligen, Maria Magdalena, Katharina, Magaretha, der Kirchenpatrone und der Kirchweih.

1297 erhielt das Kloster seinen ersten Grundbesitz in Warendorf, welches sich dann ständig vergrößerte. Viele Schenkungen wurden gegeben und für die Wallfahrt nach Vinnenberg wurde von Bischöfen und Päpsten mit besonderen Ablässen gefördert. Die erste Äbtissin, von der die Chronik berichtet, war eine gewisse Angela. Sie habe ihr Kloster in „aller auferbawiligkeit und geistigen eyffer regiret“ und sei 1301 gestorben. Von dieser Zeit schließt sich lückenlos eine Reihe von 28 Äbtissinnen in der Chronik an.
Das Kloster Vinnenberg übte das Patronatsrecht in Milte aus. Es stellte das Kirchenpersonal und sorgte auch materiell für die Pfarrkirche. Zahlreiche Bauern der Ortschaft Milte waren dem Kloster hörig und verpflichtet. Bis in die Mitte des 15. Jahrhunderts war das Kloster eine Zisterzienserinnenabtei und dem Kloster Marienfeld in Marienfeld unterstellt.
Im 15. Jahrhundert war ein innerer und äußerer Niedergang durch die Einbindung des Klosters in die Wirtschafts- und Gesellschaftsstrukturen der Zeit eingetreten. Die Nonnen waren zum Teil verweltlicht und einzelne besaßen Sondereigentum. Auf Initiative des Münsteraner Bischofs Johann und des Liesborner Abts Heinrich von Kleve gelang es Äbtissin Ursula Swaneken 1465 im Rahmen der Erneuerung des klösterlichen Lebens, den Konvent in eine Benediktinerabtei umzuwandeln. Ab 1468 gehörte sie zur Bursfelder Kongregation und wurde nun dem Kloster Liesborn unterstellt.
Der Konvent besaß umfangreichen Güterbesitz in und um Milte und war Grundherr vieler Milter Bauern und Familien in der Umgebung. Der Güterbesitz des Klosters wurde vermutlich ab 1465 systematisch schriftlich notiert. Neben dem Wechselbuch, das von 1465 bis 1610 reicht, haben sich u. a. alte Einkünfteregister (von 1503) und ein altes Lagerbuch (von 1567) erhalten. Gleichzeitig war das Kloster selbst ein ansehnlicher Gutshof mit zahlreichen Wirtschaftsgebäuden: einer Mühle, einer Ölmühle, einer Brauerei, einem Wollhaus und großem Viehbestand. Angestellte Knechte und Mägde erledigten die schwere landwirtschaftliche Arbeit des Nonnenkonvents. Am Palmsonntag des Jahres 1550, vormittags um 10 Uhr brannte das Kloster ab. Nach mühsamem Aufbau verwüstete wieder ein Feuer 1568 die Klosteranlage. Doch jedes Mal wurde neu aufgebaut. Den Benediktinerinnen von Liesborn ist es zu verdanken, dass die Stürme der Reformation ohne größeren Schaden an dem Kloster (Bildersturm) vorübergegangen sind.

### Dreißigjähriger Krieg und die schwere Folgezeit
Die wirtschaftliche Situation im Dreißigjährigen Krieg war verheerend, sodass das Kloster oft zur Beute der marodierenden Soldateska wurde. 1639 wurde Anna Maria Plönies Äbtissin des Klosters. Durch die Initiierung und Beförderung der Vinnenberger Wallfahrt wird das Kloster vor dem Ruin bewahrt.

### Säkularisation und Restauration
Im Rahmen der Säkularisation gelangte das Hochstift Münster 1803 in den Besitz Preußens. Ähnlich dem Kloster Rengering wurde durch „Allerhöchste Kabinettsorder“ am 4. August der Fortbestand zugesichert. Nach dem Tod der Äbtissin Josepha Ostendorf wurde 1804 mit königlicher Genehmigung die Äbtissin Adolphine Haase gewählt. Sie blieb nur sechs Jahre im Amt. Als allerdings im Zuge der napoleonischen Eroberungen das Gebiet um Vinnenberg 1808 dem unter französischer Verwaltung stehenden Großherzogtum Berg zugeschlagen wurde, begannen die neuen Machthaber mit der Auflösung des Konvents. Dabei geschah die Auflösung simultan zum Kloster Rengering, das nur 5 km abwärts der Bever liegt. Auch waren hierfür die gleichen Amtsträger zuständig:
- 2. Dezember 1808 Amtsrentmeister Reinharz legte dem Archiv und Rechnungsbücher des Klosters unter Siegel.
- 6. Dezember 1808 Auflistung des gesamten Inventars und Entlassung eines Teils der Klosterbediensteten
- 16. Januar 1809 Weitere Entlassungen
- Juli 1809 Verkauf des Roggens auf dem Halme
- Oktober 1809 Verpachtung der Äcker, Wiesen und Weiden an die Meistbietenden
- 1809 Überführung des Kirchenschatzes zur Einschmelzung nach Düsseldorf
- 30. Januar 1810 Formale Aufhebung des Klosters. Bei der Aufhebung lebten außer der Äbtissin Elisabeth von Hase (aus Dortmund) noch neun Chorschwestern und zwei Novizinnen, sowie sechs Laienschwestern und zwei Kandidatinnen auf dem Kloster.[9]
- 17. Februar 1810 Festsetzung der Pensionen: Die Äbtissin erhält 900 Franks jährlich und eine einmalige Einrichtungspauschale von 100 Franks. Die Priorin 800 Franks und die restlichen Nonnen 650 Franks.
- 24. Februar 1810 Amtsrentmeister Reinharz setzt den Konvent über die Aufhebung in Kenntnis. Am Nachmittag um 14 Uhr wird dies im Jungfernhause im Beisein der Geistlichen Hermann Ficken und Wolfgang van Nuys förmlich der Frau Abbtissin und dem Konvent, dann den Laienschwestern und zuletzt den Dienstboten verkündet.
- 26. Februar 1810 Am Montag begann der Verkauf bzw. die Versteigerung der des Inventars und Möbilars: Betten, Schränke, Öfen, Leinenzeug etc. So befindet sich heute ein Kamin aus dem Kloster Vinnenberg im Schloss Loburg.[10][11] Den Bewohnern wurde es freigestellt, im Kloster zu bleiben. Dafür wurde ihnen als Miete ein Zehntel ihrer Rente abgezogen.
- 4. August 1810 am Fest des Hl. Dominikus wurde das Gnadenbild auf Befehl des Bischöfliches Generalvikariat nach Füchtorf verbracht.
- 23. März 1813 Tod der letzten Äbtissin Adolphine Elisabeth von Haase. Die Chronik des Klosters wird mit folgenden Worten geschlossen:

„O Seculum Destructionis, quo res sacra ad usum profanum destinabatur“

- 1815 Auch in der Restauration und der Rückeroberung des Gebietes durch Preußen 1815 wurde das Kloster nicht rekonstituiert.
- 8. Juli 1824 Kirche und Anlagen werden zum Verkauf angeboten, fand jedoch keinen Käufer.
- 1827 schenkt der preußische König die noch stehende Klosterkirche dem Dorf Milte. Doch diese lehnt den völligen Abbruch ihrer alten Kirche ab, sondern erneuert das Langhaus. Die Entwicklung unterscheidet sich völlig von dem Nachbarkloster Rengering. Wahrscheinlich dürfte hierfür das Gnadenbild, welches zeitweise in Füchtorf aufbewahrt wurde, eine große Rolle gespielt haben.
- 6. Oktober 1829 Einweihung des Erneuerten Langhauses.
- 19. Mai 1831 wird das Kloster von Bischof Kaspar Maximilian Droste zu Vischering gelegentlich einer Firmungsreise besucht. Durch ihn wurde am
- 26. September 1831 bestimmt, dass das Gnadenbild wieder an den Ursprungsort verbracht wird, mit dem Vorbehalt, dass wenn der Gottesdienst aufhöre, wieder in der Kirche in Füchtorf aufgestellt werden solle. Pater confessarius Wolfgang van Nuys war es, der persönlich das Gnadenbild vom Pfarrer Eickholt aus Füchtorf entgegennahm und in einer feierlichen Prozession nach 21 Jahren der Abwesenheit wieder am Altar aufstellte.
- 1835 wurde wiederum vergeblich der Klosterbesitz zum Verkauf angeboten.
- 1865 Durchgreifende Erneuerung der übrigen Klostergebäude. Aufbau eines Altenheims für Priester.
- 1879 wurde dem aus Haltern stammende Kaplan Bernhard Billmann in Milte, die im Kulturkampf gesperrten Gehälter ausgezahlt. Da sich der Kaplan während dieser Zeit durch Spenden der Bevölkerung über Wasser halten konnte, spendete er das ausgezahlte Geld nach Vinnenberg. Damit wurde zum ersten Mal das Gnadenbild renoviert und der Chor der Klosterkirche durch den Bildhauer Fritz Ewertz (1860–1926) umgestaltet.
- 1894 Beendigung der Renovierungsarbeiten. Als nach dem Ende des Kulturkampfes sich die erhärteten Fronten zwischen dem preußischen Staat und der katholischen Kirche lösen, wurde durch einen Erlass der Regierung die Klosterbaulichkeiten dem Bischof Hermann Jakob Dingelstad zur Verfügung gestellt. Dieser entschied, die Gebäude mit neuem monasteriensischen Leben zu erfüllen.
- 13. April 1898 Übergabe des Klosters an die Benediktinerinnen vom heiligsten Sakrament aus dem Kloster Hamicolt bei Dülmen und Aufbau der übrigen Klostergebäude. Es war ein Wunsch des Münsteraner Bischofs Hermann Dingelstad dem die Benediktinerinnen von der ewigen Anbetung des allerheiligsten Sakramentes, ein von Catherine de Bar 1652 in Pans gegründeter Zweig der benediktinischen Ordensfamilie, von Hamicolt nach Vinnenberg gegangen, um das in der Säkularisation untergegangene Kloster neu zu errichten.
- 18. Juni 1898 traf die Priorin Mutter Maria Hermann Joseph mit den ersten Schwestern ein. Prior wurde Hermann Josef Windhoff. Die Landwirtschaft wurde wieder aufgebaut. Eine Hostienbäckerei und Paramentenstickerei sicherten das wirtschaftliche Auskommen der Gemeinschaft.
- 15. Februar 1902 Auf Antrag des Bischofs Hermann Jakob Dingelstad wird laut Breve durch Leo XIII. der vollkommene Ablass, der bis dahin nur für das Fest Mariä Geburt und seiner Oktave vorgesehen war, nun auf die Monate August und September ausgedehnt.

### Nationalsozialismus

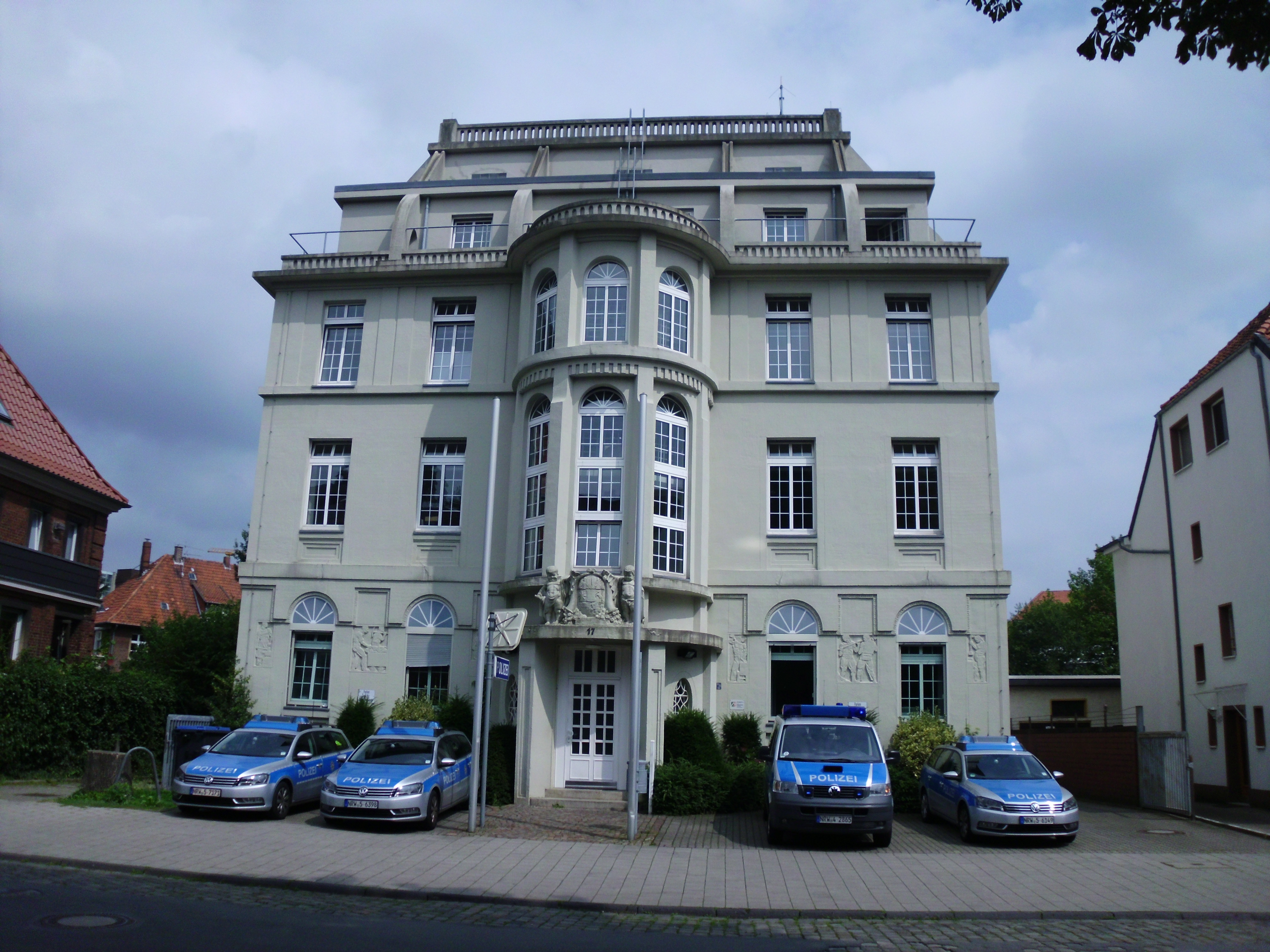
Gestapo Leitstelle Münster. Von hier aus wurde die Aktion geleitet
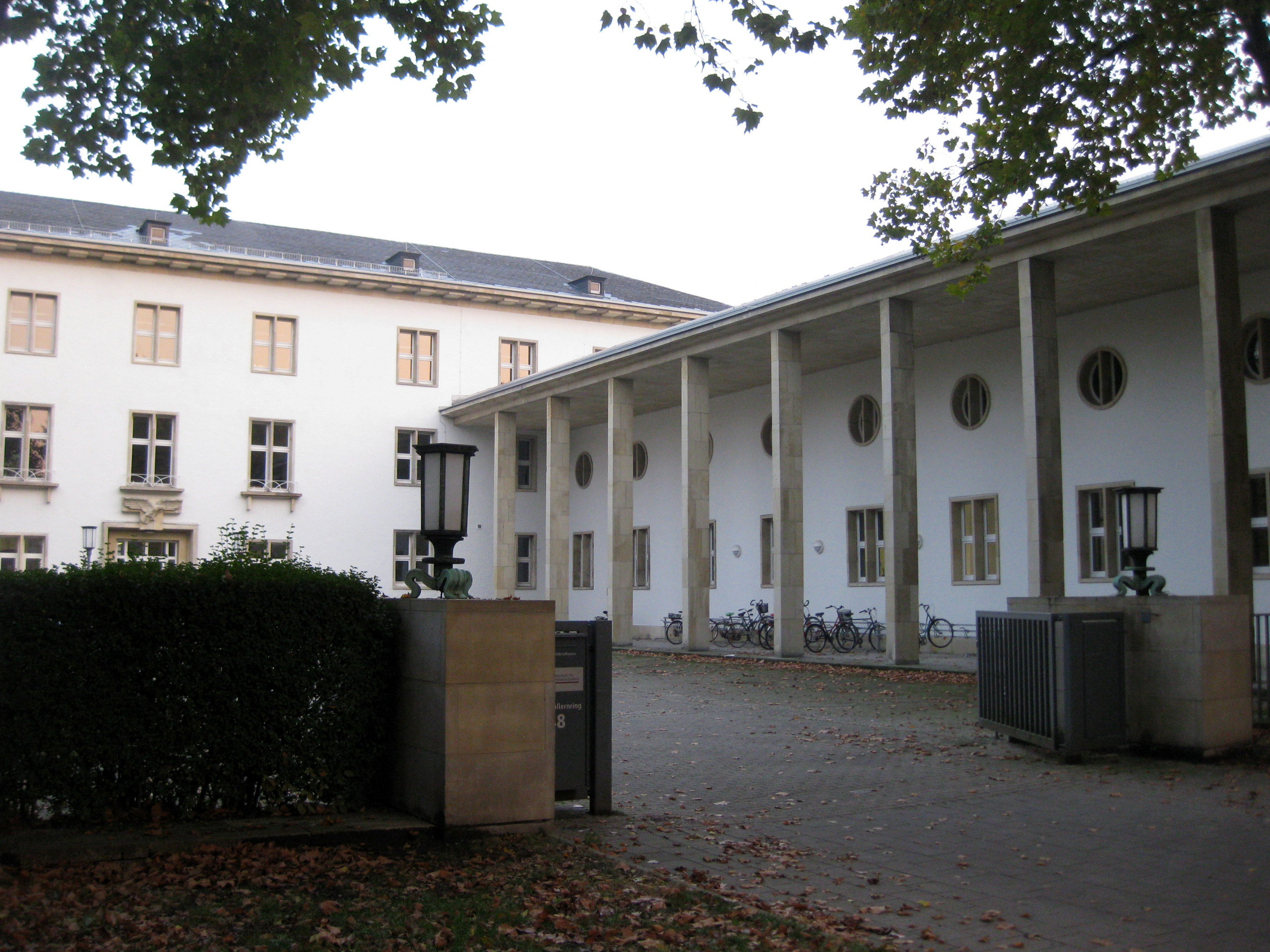
Während des Exils unterstanden die Räumlichkeiten dem Luftgaukommando VI Westfalen
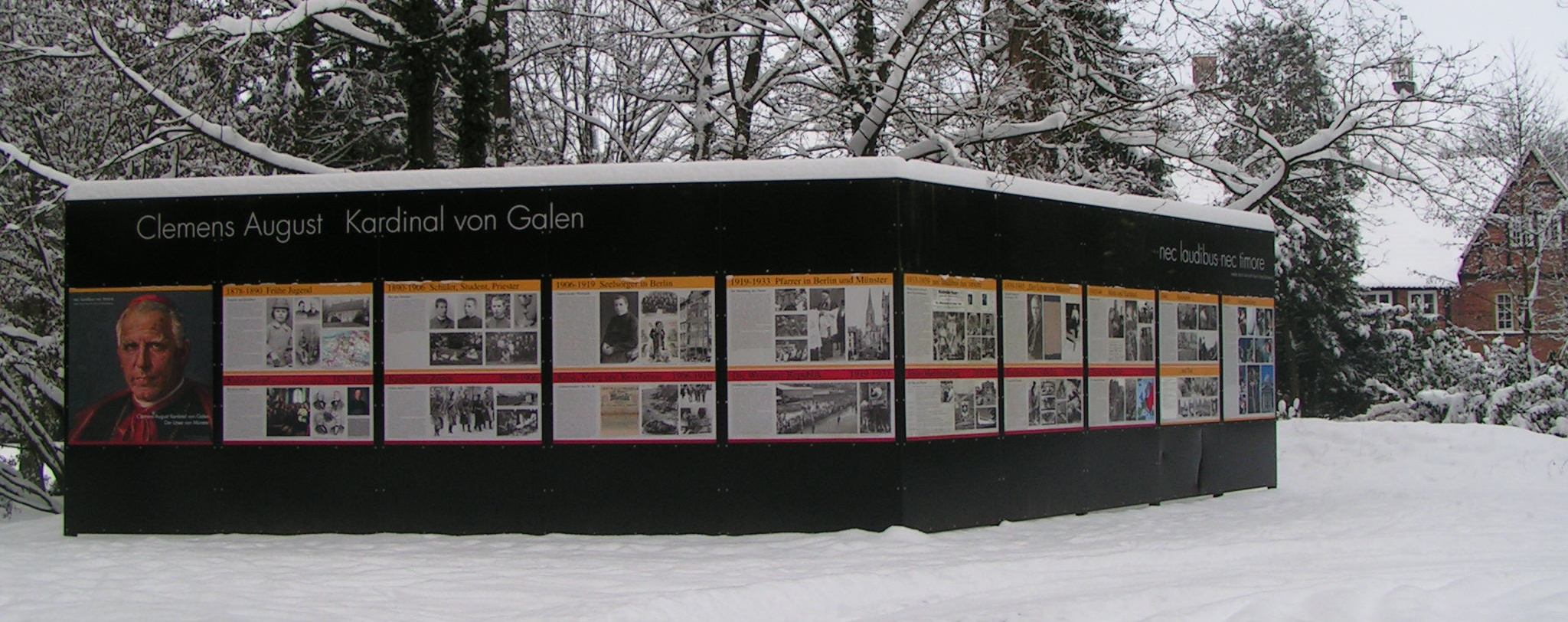
Gedenkwand in Dinklage für Galen
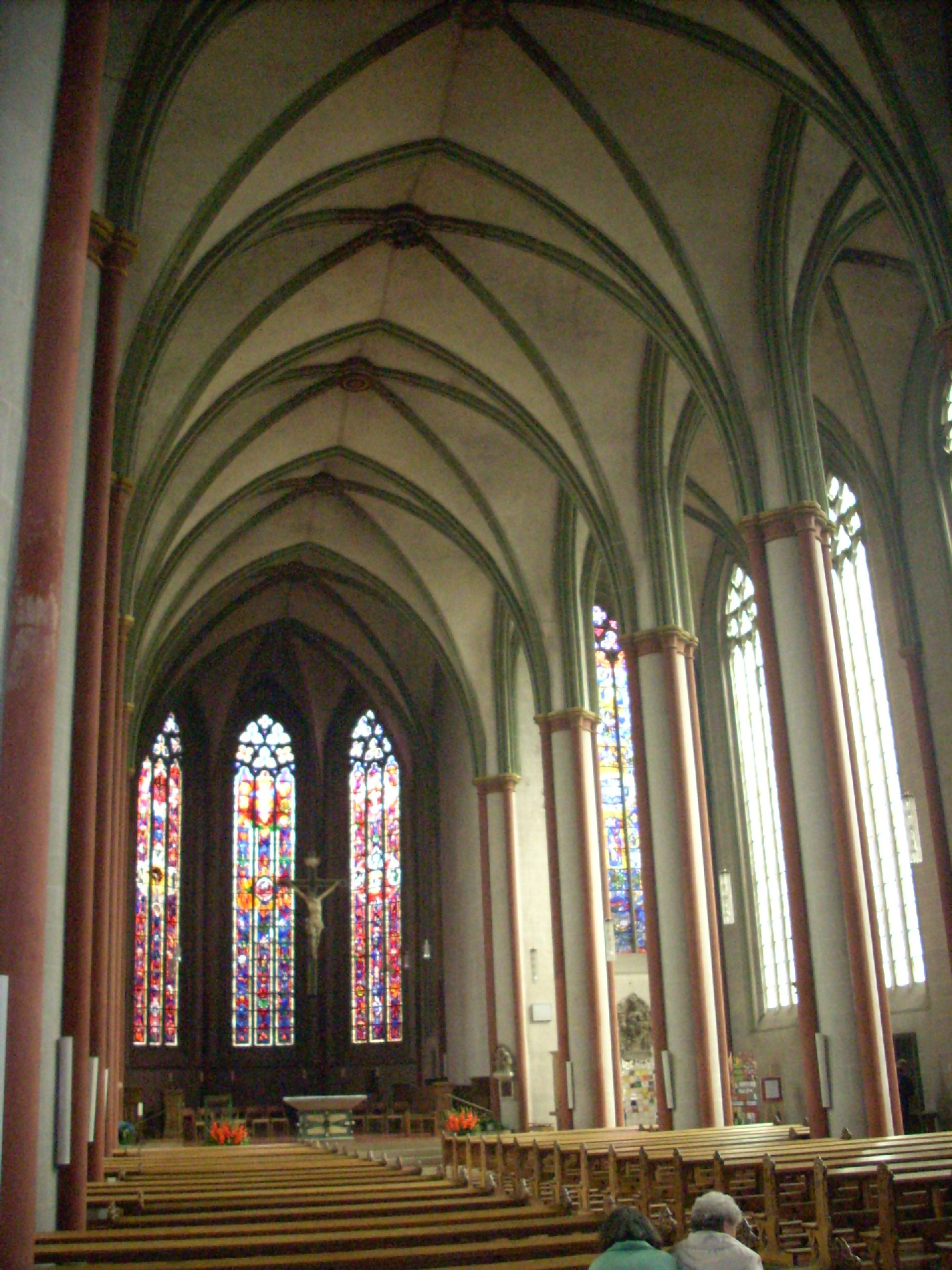
In der Überwasserkirche in Münster hielt von Galen seine zweite Predigt am 20. Juli 1941

#### Der Fall Otto Böcker
Seit 1931 war Otto Böcker Rektor der Kloster- und Wallfahrtskirche Vinnenberg, betreute dort die rund 60 Ordensfrauen, gab wöchentlich zwei Stunden Katechismusunterricht in der Schule Schirl am Beverstrang und machte Hausbesuche in der nächsten Umgebung des Klosters. 1934 wurde verhaftet, nachdem er sich bei einer Predigt am 5. November 1933 zu politischen Fragen geäußert und in persönlichen Unterhaltungen abfällige Bemerkungen zu Regierungsvertretern gemacht hatte. Am 16. März 1934 musste er sich dafür vor dem Sondergericht Dortmund verantworten. Die öffentliche Sitzung fand im Saal des Amtsgerichtes Warendorf statt. Als Zeugen der Anklage traten u. a. auch der gottgläubige Ortsgruppenleiter und Kreisbauernführer Ludwig Schwegmann aus Ostbevern und der Müller und Gastwirt Josef Horstmann aus Vinnenberg, der unmittelbare Nachbar des Klosters auf. Der vorsitzende Richter Ernst Eckardt verhängte fünf Monate Festungshaft wegen Verstoßes gegen den Kanzelparagraphen. Gleichzeitig wurde Rektor Böcker zu zehn Monaten Gefängnis aufgrund des  Heimtückegesetzes in Tateinheit mit verleumderischer Beleidigung des Reichsministers Dr. Goebbels, verleumderische und einfache Beleidigung des Ministerpräsidenten Göring und Beleidigung des Reichskanzlers Hitler, der jedoch keinen Strafantrag gestellt habe. Rektor Böcker wurde in allen Punkten der Anklage schuldig gesprochen, der vorsitzende Richter berief sich bei seiner Urteilsbegründung auf das Schlusswort des Angeklagten, der seiner Meinung nach die Dinge in Deutschland durch die Brille des Auslandes betrachte. Noch bevor der Verurteilte seine Gefängnisstrafe antrat, hatten bereits über 400 Bauern und Handwerker aus der Vinnenberger Gegend ein von Rechtsanwalt Aloys Zurbonsen am 20. März 1934 ausgearbeitetes Gnadengesuch für ihn unterzeichnet. Die Benediktinerinnen hatten ein eigenes Gesuch gestellt. Die große Zahl der Unterschriften zeigt, wie empört die Bevölkerung über das Urteil war. Am 22. März wurde Böcker ins Gefängnis nach Herford gebracht, wo er am 5. Juni sein Silbernes Priesterjubiläum beging. Allerdings musste er seine Gesamtstrafe nicht absitzen, sondern kam aufgrund der allgemeinen Amnestie anlässlich des Todes von Hindenburg am 16. August 1934 wieder frei. Seminarpriester Anton Weber vertrat ihn während dieser Zeit.

#### Zunehmende Spannungen
Im Frühjahr 1940 verstarb Klosterkommissar Lienkamp, sein Nachfolger wurde der langjährige Beichtvater der Schwestern und frühere Kaplan von Milte, Heinrich Hegemann. Die Gerüchte über eine baldige Ausweisung nahmen ständig zu. Ortsgruppenleiter und Kreisbauernführer Lundwig Schwegmann und Amtmann Wilhelm Haase hatten bei diversen Gelegenheiten entsprechende Andeutungen gemacht. So entschlossen sich die Schwestern, einen Teil ihrer Einrichtung bei den Bauern der Umgebung unterzustellen. Sparkassenbücher und Bargeld bekam der Bruder der Priorin, Alfons Ahmann. Im Sommer 1940 erschien das erste Mal die Gestapo wegen eines Hausierer, der angeblich Medaillen als sicheres Mittel gegen Bombengefahr verkauft. Man wollte herausfinden, ob er sie vom Vinnenberger Konvent bezogen hatte. Trotz der verfänglichen Fragen fand man jedoch keinen Grund zur Auflösung des Klosters. Am 19. März 1941 wurde das Benediktinerinnenkloster Bonn aufgehoben. Kurz darauf nahm der Vinnenberger Konvent drei Schwestern des aufgelösten Benediktinerinnenkloster Peppingen aus Luxemburg auf. Weihbischof Heinrich Roleff hielt daraufhin eine Bibelstunde und bereitete den Konvent innerlich auf die bevorstehende Auflösung vor. Klosterkommissar Hegemann erkundigte sich beim Bischof Clemens August von Galen, wie man sich im Falle der Auflösung verhalten solle. Die Antwort des Bischofs war: "Die Schwestern sollen sich ruhig der Vorsehung überlassen, und wenn es wirklich ernst würde, so sollen sie nicht als fertige Weltdamen, sondern wie tapfere Ordensfrauen hinausgehen." Dazu muss bemerkt werden, dass viele klösterliche Gemeinschaften bereits im Voraus für Unterkünfte und Zivilkleidung gesorgt hatten. Hegemann sprach auch mit dem Ortsgruppenleiter und Kreisbauernführer Lundwig Schwegmann und bat ihn, sich für den Erhalt des Klosters, beim Landrat einzusetzen. Schwegmann versprach dies zu tun, weil er nichts gegen die Nonnen hatte, aber gegen das "System", was einfach nicht mehr in die Zeit passe und daher weg müsse.

#### Klostersturm am Dienstag, den 15. Juli 1941
Die Aufhebung des Klosters Vinnenberg begann bereits am 2. Juli 1941. Amtmann Wilhelm Haase und Schulleiter Wilhelm Rüschhoff vom Amt Ostbevern kamen um angeblich den Luftschutz zu überprüfen. Außerdem wollten sie nachsehen, wie viele Kinder eventuell auf der Durchreise hier untergebracht werden könnten, wozu die Schwestern auch bereit waren. Die Chronik bemerkt dazu: „Am Abend dieses Tages in der Erholung saßen wir alle beisammen und besprachen die Ereignisse des Tages. Die Herren waren ja sehr freundlich gewesen.“ Aber schon 13 Tage später erfolgte die Räumung des Klosters und die Vertreibung der Schwestern. Keiner ahnte, dass aufgrund eines Geheimerlasses des NSDAP-Reichsleiters Martin Bormann vom 13. Januar 1941 die Ordensgemeinschaft in einem zweiten Klostersturm aus Westfalen vertrieben werden sollte. Am Dienstag, den 15. Juli gegen zwölf Uhr erschien die Gestapo mit zehn bis zwölf Leuten, meldete sich an der Pforte und drang dann gewaltsam ins Klosterinnere ein. Es war die gleiche Truppe, die bereit zwei Tage zuvor, am 13. Juli 1941 die Abtei Gerleve gestürmt hatte. Die Klosterauflösung dauerte insgesamt zehn Stunden und wurde von Kriminalkommissar Reichenbach und Kriminaloberassistent Eugen Dehm von der Gestapoleitstelle Münster verantwortlich durchgeführt. Der Ortsgruppenleiter und Kreisbauernführer Ludwig Schwegmann hatte die höheren Chargen der Gestapo sowohl am Mittag wie am Abend in
seinem Haus bewirtet und bezeichnete auch später den Tag, an dem die Schwestern vertrieben worden waren, öffentlich als den schönsten Tag seines Lebens. Zuerst wurde der Kontakt nach außen hin unterbunden. Die Pfortenschwester, die für diesen Fall den Auftrag hatte, die nächsten Nachbarn zu informieren, wurde festgehalten, den Schwestern das Verlassen des Klosters verboten und der Priorin die Schlüssel abgenommen. Ein Telefon gab es ohnehin nicht. Dann wurden die rund sechzig Schwestern zusammengeholt und ihnen mitgeteilt, das Kloster sei beschlagnahmt und innerhalb von zwei Stunden zu räumen, damit verbunden sei ihre Ausweisung aus Rheinland und Westfalen. Das Kloster wurde Staatseigentum. Jede Schwester wurde nun einzeln zu Protokoll genommen und sollte unterschreiben, dass sie freiwillig das Kloster verlassen wolle. Nach dem Vorbild der Priorin verweigerten die Schwestern zuerst die Unterschrift, wurden aber dann gezwungen. Die Priorin Mutter Hermanna wurde über Nacht im Kloster festgehalten und sollte in Verhören gegen den Bischof Clemens August Graf von Galen aussagen, was jene aber verweigerte. Den Schwestern wurde mitgeteilt, dass sie sich bereit zu machen hätten, da sie noch in der Nacht abtransportiert würden und nur das Notdürftigste an persönlichen Dingen mitnehmen dürften. Die Rentmeisterin musste den Besetzern zudem die Kloster- und Kirchenkasse aushändigen. Am Nachmittag wurden GESTAPO-Leute zu den umliegenden Bauern geschickt, um sie unter Drohungen die Herausgabe des klösterlichen Eigentums zwangen. So mussten die Bauern Weil-Eschmäller, Käller-Hagedorn, Käuper-Horstmann und Knappheide noch am gleichen Abend die bei ihnen versteckten Sachen ins Kloster zurückfahren. Dass sich einzelne Gestapoleute bei dieser und ähnlichen Aktionen auch persönlich bereicherten, ist wahrscheinlich, denn weder für die beschlagnahmten Gegenstände noch für das eingezogene Bargeld wurden Quittungen ausgestellt. Gegen 20 Uhr kam Kaplan Bernhard Heele aus Milte, der inzwischen von einem Nachbarn benachrichtigt worden war, und fuhr das Allerheiligste, das Gnadenbild und liturgische Gegenstände mit Erlaubnis des leitenden Kommissars in die dortige Pfarrkirche. Dann fuhren im Schutz der Nacht um 22:30 Uhr, die Omnibusse vor und man musste einsteigen. Da die Schwestern dem Rat des Bischofs gefolgt waren und sich keine Zivilkleidung besorgt hatten, sah sich die Gestapo gezwungen, die Ausgewiesenen in
einem anderen Kloster unterzubringen. Keine der 60 Schwestern wusste, wohin. Rektor Otto Böcker ließ sich bereits direkt hinter der Provinzgrenze auf hannoverschem Gebiet bei Bauer Käuper-Horstmann absetzen, da er in der Nähe bleiben wollte. Etwa 30 Schwestern wurden nach Glandorf gebracht und kam privat unter. Für die restlichen Schwestern endete der Transport zum Benediktinerinnenkloster Osnabrück. Zwar konnte das Kloster die Nonnen kurzfristig aufnehmen, aber eine dauerhafte Unterbringung war nicht möglich. Da schaltete sich der Bischof Clemens August Graf von Galen ein. Er hatte sich bereits am 13. Juli in einer Predigt gegen die Beschlagnahme von Klöstern aus Münster und Umgebung gewehrt. Er suchte die Schwestern in Osnabrück auf und erklärte ihnen, dass sie alle in seiner Diözese bleiben sollte. Nun hatte das Bistum Münster auch noch ein Gebiet außerhalb von Westfalen, das Bischöflich Münstersches Offizialat, zudem auch das Oldenburger Münsterland gehörte, der Heimat des Bischofs. Dort hatte der Bischof mit seinem Neffen Graf Bernhard Fühlung aufgenommen und um Quartier für die Schwestern gebeten. Nach der Zusage des Neffen konnte der Kaplan von Dinklage, Dr. Portmann, alle Vorkehrungen treffen. So konnten 25 der Schwestern die Burg Dinklage zum Kloster machen. Die Burgkapelle wurde für das Chorgebet genutzt. Erst 1945 konnten die Nonnen wieder nach Vinnenberg zurückkehren. Die Burg Dinklage wurde daraufhin von den vertriebenen Nonnen des Klosters Alexanderdorf genutzt.

#### Nach dem Klostersturm
Im Kloster verblieben in der Nacht vom 15. auf den 16. Juli die Abteilungen der GESTAPO und deren Helfer. Nach Aussage von Mutter Hermanna, die die Nacht vom 15. auf den 16. Juli im Kloster verbringen musste, und einer weiteren Zeugin betranken sich die Gestapoleute in dieser Nacht und feierten in blasphemischer Weise ihren „Sieg“. Mutter Hermanna schreibt: „Wie das vorbei war, hat man Küche und Keller durchsucht, Fleischgläser und Wein geholt und dann, man verzeihe mir den Ausdruck, gefressen und gesoffen, gesungen und gespottet und alles Heilige verachtet. Sie haben die Schwestern nachgeäfft, Litaneien und Psalmen nicht gesungen, nein, gebrüllt. ... Wie mir später eine Dame erzählte, sind die Gestapomänner dann noch in die Kirche gegangen und haben in diesem angetrunkenen oder betrunkenen Zustand gespottet und gehöhnt über die hl. Messe, indem sie kirchliehe Gewänder anlegten, die Sakristeiglocke läuteten, an den Altar gingen und die h1. Messe nachäfften, mit Pfeffermünztabletten haben sie die h1. Kommunion verhöhnt ..“ 

„Die Gestapo-Angehörigen und Nazigrößen betranken sich an den vorgefundenen Messwein und zelebrierten, in kirchlichen Gewänder gekleidet, in verhöhnender Form eine Eucharistifeier in dem Klostergebäude.“

 Am 16. Juli gegen 14 Uhr wurde Mutter Hermanna von der zurückgekehrten Gestapo zum Warendorfer Rathaus gebracht, wo sie unter anderem von Eugen Dehm ins Kreuzverhör genommen wurde. Eine Woche lang, bis zum 22. Juli, verblieb sie in einer Zelle der Warendorfer Polizeiwache verbringen, bevor Dehm sie wieder auf freien Fuß setzte.

In der katholischen Bevölkerung war man entsetzt. Es kam zu einer tiefen Spaltung. Die Verwaltung reagierte hilflos. So berichtet etwa der Präsident des Oberlandesgericht Hamm Rudolf Schneider an das Reichsjustizministerium über die Folgen und die Reaktion der Bevölkerung und die: 

„Erbitterung der katholischen Bevölkerung über grade in diesen Zeiten einsetzende Verfolgung der Mönche und Nonnen, Schließung von Klöstern und dergleichen. Geschlossen ist Kloster Vinnenberg bei Warendorf. In Vinnenberg findet seitdem kein sonntäglicher Gottesdienst mehr statt. Die Leute müssen jeden Sonntag den weiten Weg nach Milte zur Messe machen! M. E. kann man so nicht weitergehen, wenn nicht Reich und Staat schweren Schaden nehmen sollen.“

 Die vorgebliche Begründung des Höheren SS und Polizeiführers Karl Gutenberger für diesen Eingriff, Wohnraum für Ausgebombte zu beschaffen, erwies sich für das Kloster Vinnenberg als bloßer Vorwand. Nur kurze Zeit richtete die NS-Kreisleitung unter Ernst Mierig die Räumlichkeit als „nationalsozialistisches Volksheim“ ein; bereits Ende des Jahres 1941 standen die Räumlichkeiten wieder leer. Ab 1942 nutzte das "Luftgaukommando VI Westfalen" das Kloster für diverse Unterbringungen. Die Klosterkirche wurde als Lagerhalle umfunktioniert. Im Vinnenberger Gasthof hatte unterdessen eine Versammlung für Ortsgruppenleiter, Amtswalter der NSDAP und für die Polizei des Kreises Warendorf stattgefunden, in der Dr. August Schuckenberg aus Münster das Vorgehen der Gestapo gegen das Kloster rechtfertigte.

##### Die öffentliche Predigt von Bischof Clemens August von Galen
Nachdem bereits der am 6. Juli 1941 in allen katholischen Kirchen Deutschlands verlesene gemeinsame Hirtenbrief des deutschen Episkopats die Schließung von Klöstern und kirchlichen Anstalten bedauert hatte, fand Bischof Clemens August von Galen in dieser Sache sehr viel deutlichere Worte. In seiner zweiten berühmt gewordenen Predigt vom 20. Juli 1941 in der Überwasserkirche griff er die Ereignisse der vergangenen Woche auf und machte sie damit im Bistum und im Deutschen Reich bekannt. Er sagte: 

„[...] Am vorigen Sonntag habe ich es öffentlich beklagt, als himmelschreiendes Unrecht bezeichnet, dass die Geheime Staatspolizei die Ordensniederlassungen der Immakulataschwestern in Wilkinghege und der Jesuiten in Münster aufgehoben, Häuser und Inventar beschlagnahmt und die Bewohner auf die Straße gejagt, aus der Heimat vertrieben hatte. Auch das Lourdeskloster an der Frauenstraße in Münster wurde für die Gauleitung beschlagnahmt. Ich wusste damals noch nicht, dass am gleichen Tage, am Sonntag, dem 13. Juli, die Geheime Staatspolizei das Kamilluskolleg in St. Mauritz-Sudmühle und unsere Benediktinerabtei St. Joseph in Gerleve bei Coesfeld besetzte, beschlagnahmte und die Patres und Brüder von dort vertrieb. Sie mussten am gleichen Tage Westfalen verlassen. Am 15. Juli wurden auch die Benediktinerinnen von der Ewigen Anbetung in Vinnenberg bei Warendorf ausgetrieben und über die Provinz grenze gejagt. Am 13. Juli mussten die Kreuzschwestern in Haus Aspel bei Rees ihr Besitztum und den Kreis Rees verlassen. Hätte nicht christliche Liebe sich all dieser Obdachlosen erbarmt, so wären sie, zumal all diese wehrlosen Frauen, dem Hunger und den Unbilden der Witterung überlassen. ... Ich bin am Montag, [dem] 14. Juli, persönlich beim Herrn Regierungspräsidenten gewesen und habe ihn um Schutz und Hilfe für die Freiheit und das Eigentum schuldloser deutscher Menschen gebeten. Er hat mir erklärt, daß die G.ST.A.P.O. eine völlig selbständige und von der Regierung unabhängige Behörde sei, in deren Maßnahmen er nicht eingreifen könne. Er hat mir aber versprochen, meine Beschwerden und Bitten sofort dem Herrn Oberpräsidenten und Gauleiter Dr. Meyer vorzutragen.“

 Die Protestschreiben des Bischofs antwortete der Regierungspräsident von Münster Günther von Stosch erst am 19. Januar 1942 wie folgt: 

„Der Reichsminister des Innern hat durch Erlaß vom 20. 11. 1941 ... festgestellt, dass das Vermögen des Bischöflichen Stuhles in Münster, soweit es der Genossenschaft der Benediktinerinnen von der ewigen Anbetung für das Kloster Vinnenberg bei Milte i. Westf. zur Nutznießung überlassen worden war, volks- und staatsfeindlichen Zwecken gedient hat, und dass die Insassen des Klosters volks- und staatsfeindlich gewesen sind. Das von der Geheimen Staatspolizei ... beschlagnahmte Vermögen wird daher ... mit sofortiger Wirkung zu Gunsten des Deutschen Reiches ... eingezogen.“

##### Der Verbleib des Gnadenbildes
Das Vinnenberger Gnadenbild, das Kaplan Bernhard Heele am Tag der Vertreibung nach Milte gebracht hatte, wurde zwei Tage später von Pfarrer Johannes Heselmann und Klosterkommissar Heinrich Hegemann dem Bischof in Münster übergeben. Es verblieb fortan unter Obhut des Bischofs, bis es am Sonntag, den 10. Oktober 1943, um 14 Uhr plötzlich und bis dahin völlig unerwartet – bis dahin waren alle Bombenangriffe immer in der Nacht – zu einem gewaltigen Bombenangriff auf die Stadt kam. Das Gnadenbild im Büro des Bischofs auf seinem Schreibtisch im Bischöfliches Palais. Auch das Palais wurde schwer getroffen. Vergebens suchte man in dem völlig ausgebrannten Gebäude das hölzerne Gnadenbild.

### Nachkriegszeit
Im April 1945 marschierten die Amerikaner in Milte ein. Das fluchtartig vom Luftgaukommando verlassene Kloster nutzte die US-Armee wegen der ungünstigen Lage aber nur einige Tage als Lazarett. Russische und polnische Zwangsarbeiter quartierten sich zeitweise in den Räumen ein. Nach Einverständniserklärung der amerikanischen Truppen kehrten die Schwestern am 2. Mai 1945 in die von Nachbarn und einem Verwandten des ehemaligen Kreis- und Ortsgruppenleiters Wilhelm Schwegmann wieder hergerichteten Räume zurück.
Der Bildhauer Josef Picker ersetzte das Vinnenberger Gnadenbild durch eine Kopie. Er nutzte für die Erstellung die alten Vorlagen des Gnadenbildes und schuf gleichzeitig eine eigenständige Neuinterpretation.
Die Nachkriegsjahre waren vor allem durch den Wiederaufbau und die Erweiterung des Klosters geprägt. So wurde ein Erweiterungsbau dem Kloster angefügt und die Landwirtschaft wieder aufgebaut. Die Hauptarbeitsgebiete der Hostienbäckerei, seit 1975 mit einer automatischen Backmaschine bestückt, und der Paramentenstickerei sicherten dem Konvent seine wirtschaftliche Existenz.
Bei der Einrichtung einer deutschen Konföderation innerhalb des Ordenszweiges der Benediktinerinnen des heiligsten Sakraments spielte Vinnenberg eine entscheidende Rolle. So tagten die deutschen Priorinnen 1952 zu ersten Gesprächen für die Gründung einer Kongregation und der Erstellung einheitlicher Konstitutionen.
- 1957 wurde in Vinnenberg die deutsche Föderation gegründet und die Vinnenberger Priorin Mutter Hermanna zur ersten Präsidentin ernannt.
- Im gleichen Jahr wurde das neue Gnadenbild nach einer Petition des Bischofs Michael Keller anlässlich des 700-jährigen Bestehens des Wallfahrtsortes offiziell vom Vatikan anerkannt.[27]

Nach dem Zweiten Vatikanischen Konzil in den 60er Jahren ergaben sich einschneidende Änderungen im Ordensleben der Schwestern. So wurde die Klausur auf den Chorraum der Kirche ausgeweitet und den Nonnen erlaubt, für die Anbetung vom Nonnenchor hinunter in den Kirchraum zu gehen. Die Gitter im Sprechzimmer wurden entfernt, Unterschiede zwischen Chor-, Laien- und Pfortenschwestern aufgehoben.

### Auflösung der Klostergemeinschaft
Hatte das Vinnenberger Kloster in den 1950er Jahren mit rund 60 Ordensschwestern seinen personellen Höchststand erreicht, so nahmen die Zahlen in den Folgejahren kontinuierlich ab. Bereits in den 1970er Jahren stellen sich Probleme in der Besetzung der Nachtgebetsdienste ein, die dann ganz eingestellt werden. Mitte der 1980er Jahre wurde eine Partnerschaft mit der Benediktinerinnenabtei Dinklage vereinbart, um den gegenseitigen Austausch zu fördern. In den 1990er Jahren wurde der Konvent verkleinert, das Paterhaus vom Kloster abgetrennt und 1994 der christlichen Gemeinschaft Brot des Lebens zur Verfügung gestellt, die die Hostienbäckerei weiterführte. 2004 äußerten die Vinnenberger Schwestern bei einer Visitation den Wunsch umzuziehen, da die verbliebenen acht Ordensfrauen den Konvent nicht mehr selbst führen könnten. Die Priorin des Klosters Dinklage organisierte den Auszug der Schwestern, die am 19. Juni 2005 feierlich in der Klosterkirche verabschiedet wurden. Zwei Schwestern siedelten in ein Pflegeheim der Clemensschwestern nach Münster um. Die übrigen sechs Nonnen fanden Aufnahme im Paulusheim in Osnabrück, wo sie weiterhin als benediktinische Gemeinschaft in einem abgeschlossenen Trakt des Heimes leben.

### Exerzitien- und Bildungshaus für geistliche Erfahrungen
Nach der Auflassung der Räumlichkeiten durch die Nonnen wurde der Gottesdienst von den Nachbargemeinden Füchtorf und Milte aufrechterhalten. Am 11. Dezember 2006 wurde der Verein zur Förderung des Klosters Vinnenberg e. V. unter maßgeblicher Beteiligung des Priesters und Psychologen Carl B. Möller gegründet, der eine neue Konzeption für die Nutzung des Gebäudes entwickelt. Am 4. Oktober 2009 fand der vorläufig letzte Gottesdienst statt, bis 2010 wurde das Gebäude grundlegend umgebaut. Die 60 Klosterzellen wurden zu 30 Gästeräumen, außerdem wurden Meditationsräume, eine Bibliothek und eine Wohnung geschaffen. Im August 2010 wurde das neue Bildungshaus feierlich eröffnet. Carl B. Möller wurde Rector ecclesiae der Wallfahrtskirche. Dennoch ist das klösterliche Leben in Vinnenberg nicht vollständig zu Ende, denn zwei Mauritzer Franziskanerinnen leben und arbeiten in Kloster Vinnenberg in der Gästebetreuung.

## Baugeschichte
Kloster Vinnenberg wurde auf einer Insel in der Bever errichtet. Alle Gebäude scheinen 1296 vollendet gewesen zu sein, denn in einem damals von verschiedenen Bischöfen gewährten Ablass werden keine Baumaßnahmen erwähnt. Die Gründungskirche des Klosters aus dem 13. Jahrhundert ist nicht mehr erhalten. Diese erste Kirche wurde am Palmsonntag 1550 in einem verheerenden Feuer zusammen mit den Klostergebäuden völlig zerstört. Bereits 18 Jahre später brannte die Kirche kurz nach den Osterfeiertagen wieder aus, wobei dieses Mal die Umfassungsmauer erhalten blieben. Bei der Kirche handelte es sich um einen einschiffigen, fünfjochigen Saalbau mit gebrochenem Chor.
Der Westgiebel der Klosterkirche wurde unter der Äbtissin Anna Maria von Brakel Anfang des 18. Jahrhunderts barock gestaltet. Zwei mächtige spätgotische Altartafeln aus Sandstein an der Westfassade, die noch auf Bildern aus der Zeit vor der Neueinrichtung des Klosters 1898 zu sehen sind, wurden in späterer Zeit nach Münster gebracht. Ein mehrere Szenen umfassender Johannesaltar (Maria und Elisabeth, Taufe Jesu und Enthauptung Johannes) gelangte ins Diözesanmuseum und wurde nach dem Wiederaufbau des Domes nach dem Zweiten Weltkrieg im Ostquerschiff des Domes aufgestellt. Eine zweite Sandsteintafel, mittlerweile im Westfälischen Landesmuseum konserviert, zeigt eine Darstellung der Gregorsmesse.
Von den Konventsgebäuden ist aus der Zeit vor der ersten Aufhebung (1810) nur noch das Paterhaus von 1722 als westliche Verlängerung des ehemaligen Südflügels erhalten. Die Gebäude der ursprünglichen Vinnenberger Klosteranlage stießen im Süden an die Kirche und bildeten einen quadratischen Innenhof. Nur das Priester- oder Paterhaus stieß an der Südwestecke des Klostervierecks vor. Dieser Bau aus dem Jahre 1722 ist heute der einzige Teil des alten Klosters, der erhalten geblieben ist. Die Gebäude sind in der Zeit der Säkularisation abgerissen worden oder verfallen. An der Stelle des frühen Ostflügels wurde 1865 ein neues Gebäude, ein Heim für alte Priester errichtet. Damit sollte das Kloster einer anderen Bestimmung überführt werden. Alle übrigen Gebäude wurden erst nach der Rückkehr der Schwestern und der Wiedererrichtung des Klosters im Jahr 1898 oder später errichtet. Sie wurden bei der Neubesiedlung 1898 neu erbaut, ebenso der neobarocke Kirchturm neben der Westfassade. Zwischen den beiden Weltkriegen wurde der Klostergarten neu gestaltet. Eine Betonmauer schützte die erweiterten Garten- und Weideanlagen. Im Klausurgarten wurden religiöse Figuren aufgestellt. Nach dem Zweiten Weltkrieg errichteten die Schwestern einen Erweiterungsbau, der 1955 eingeweiht wurde. Die Bevermühle wird heute als Gastwirtschaft genutzt. Von 2009 bis 2010 erfolgte der Umbau zum Bildungszentrum, das auch die Wallfahrtskirche teilweise einschloss.

### Baugeschichte

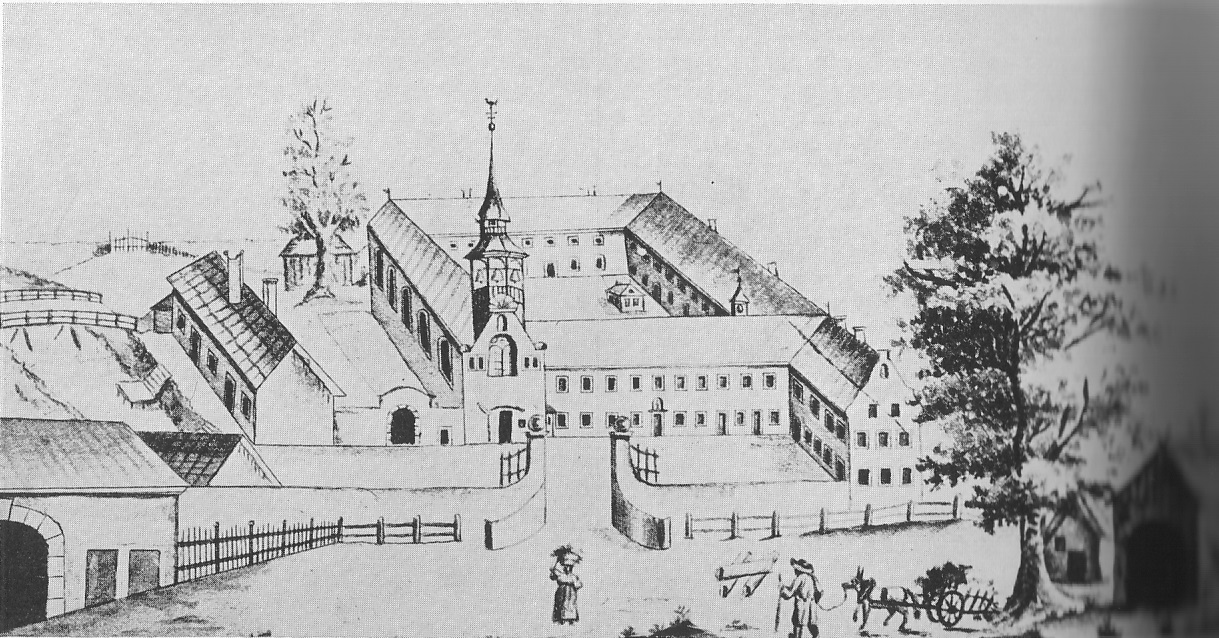
Das Kloster um 1800
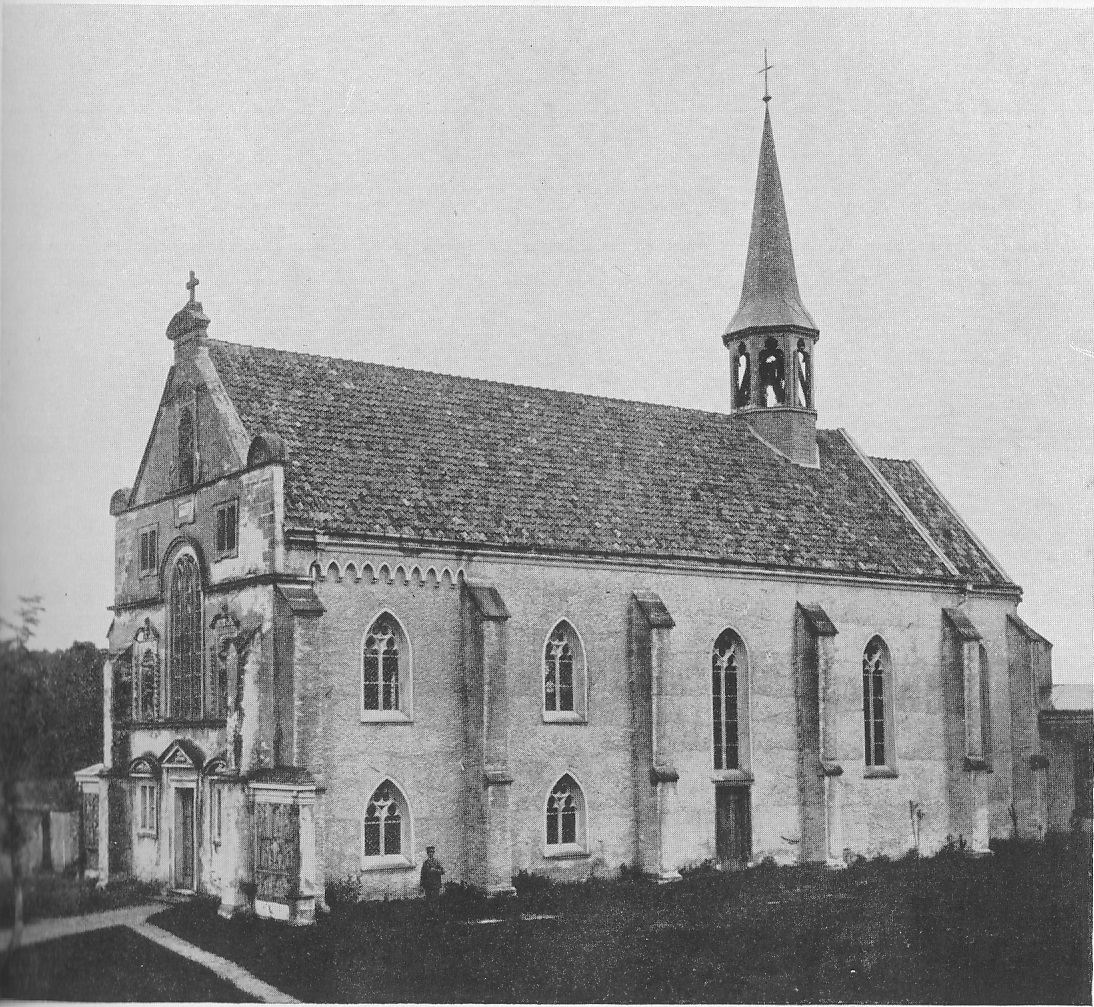
Das Kloster am Ende des 18. Jahrhunderts
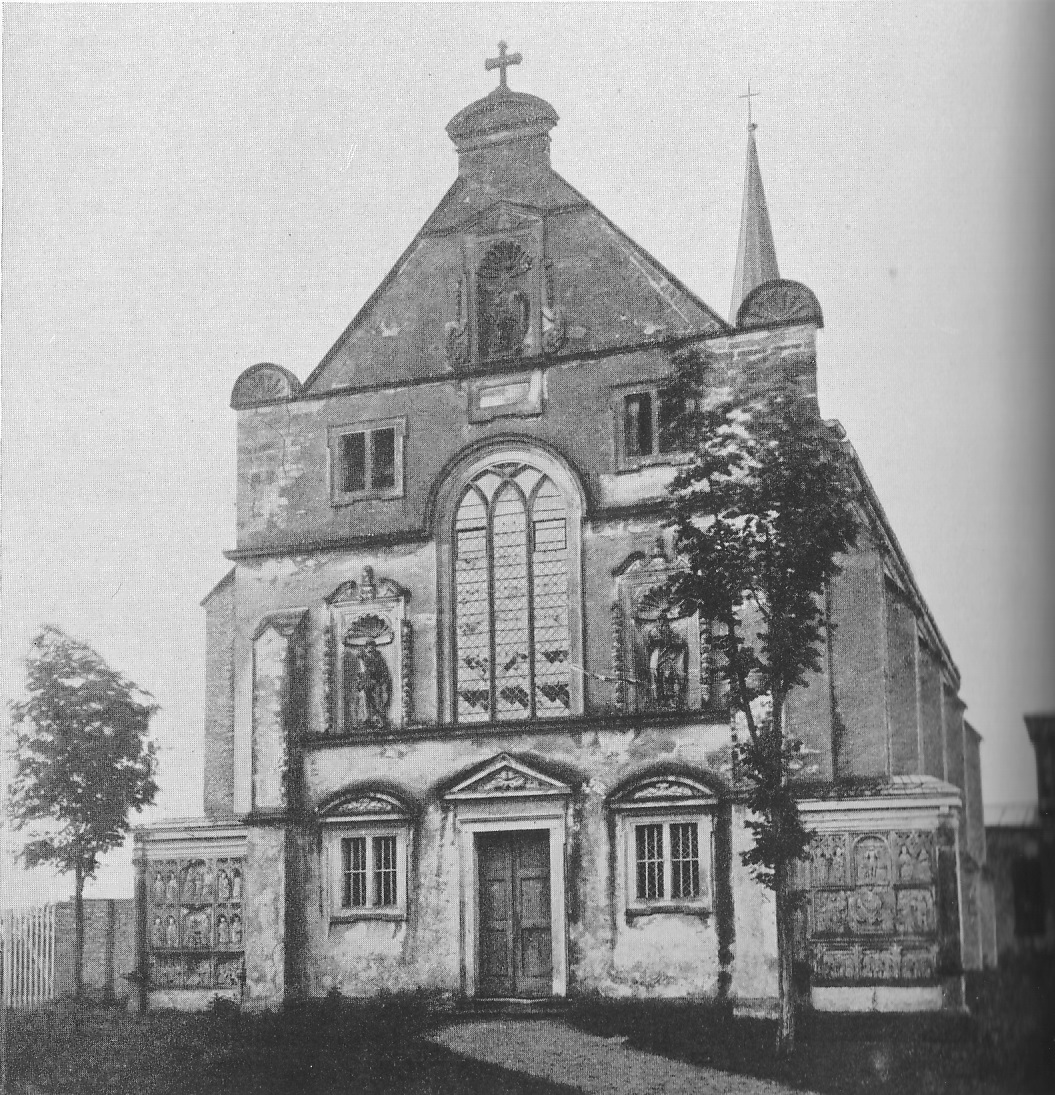
Das Kloster am Ende des 18. Jahrhunderts
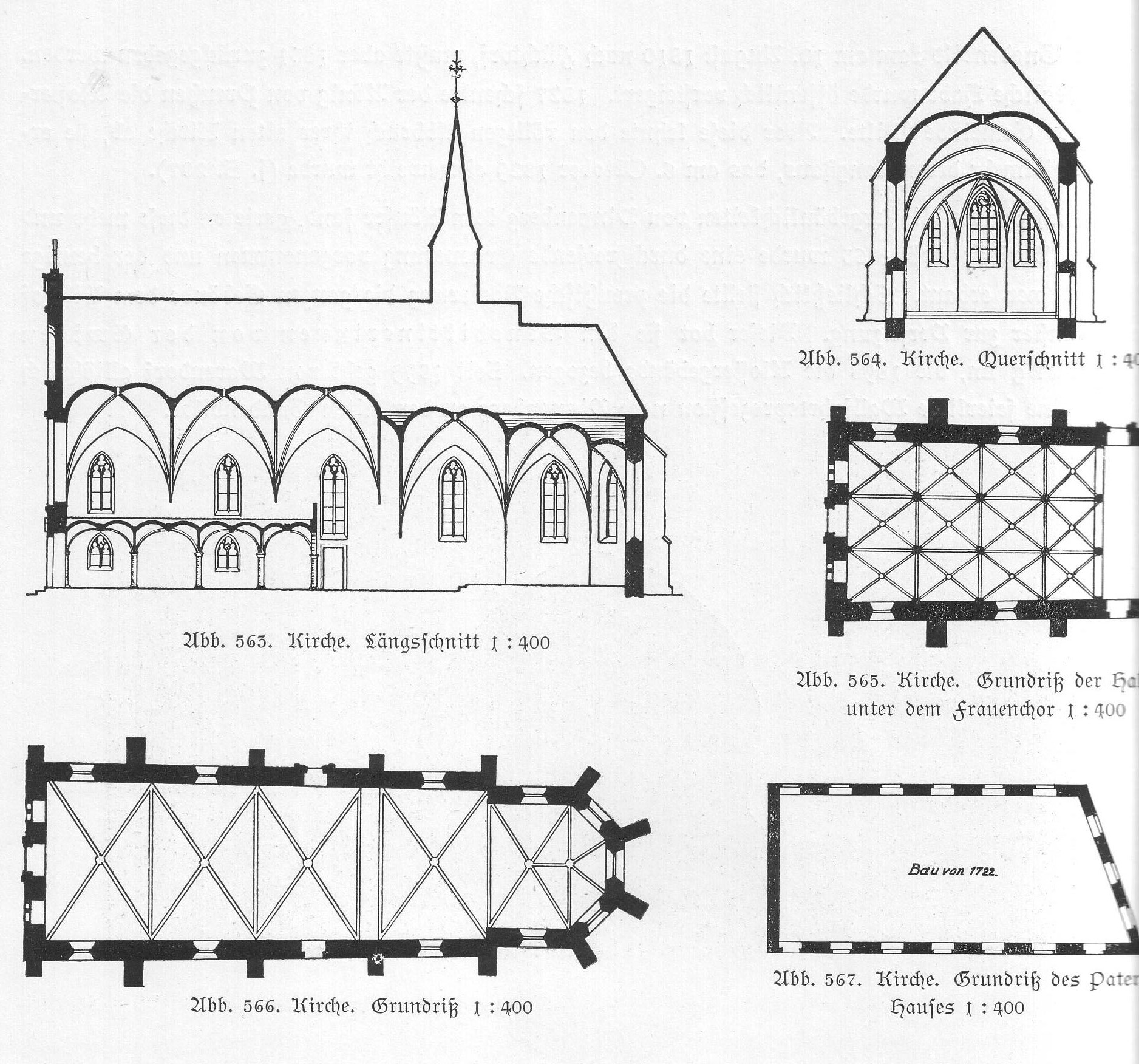
Grundriss um 1930
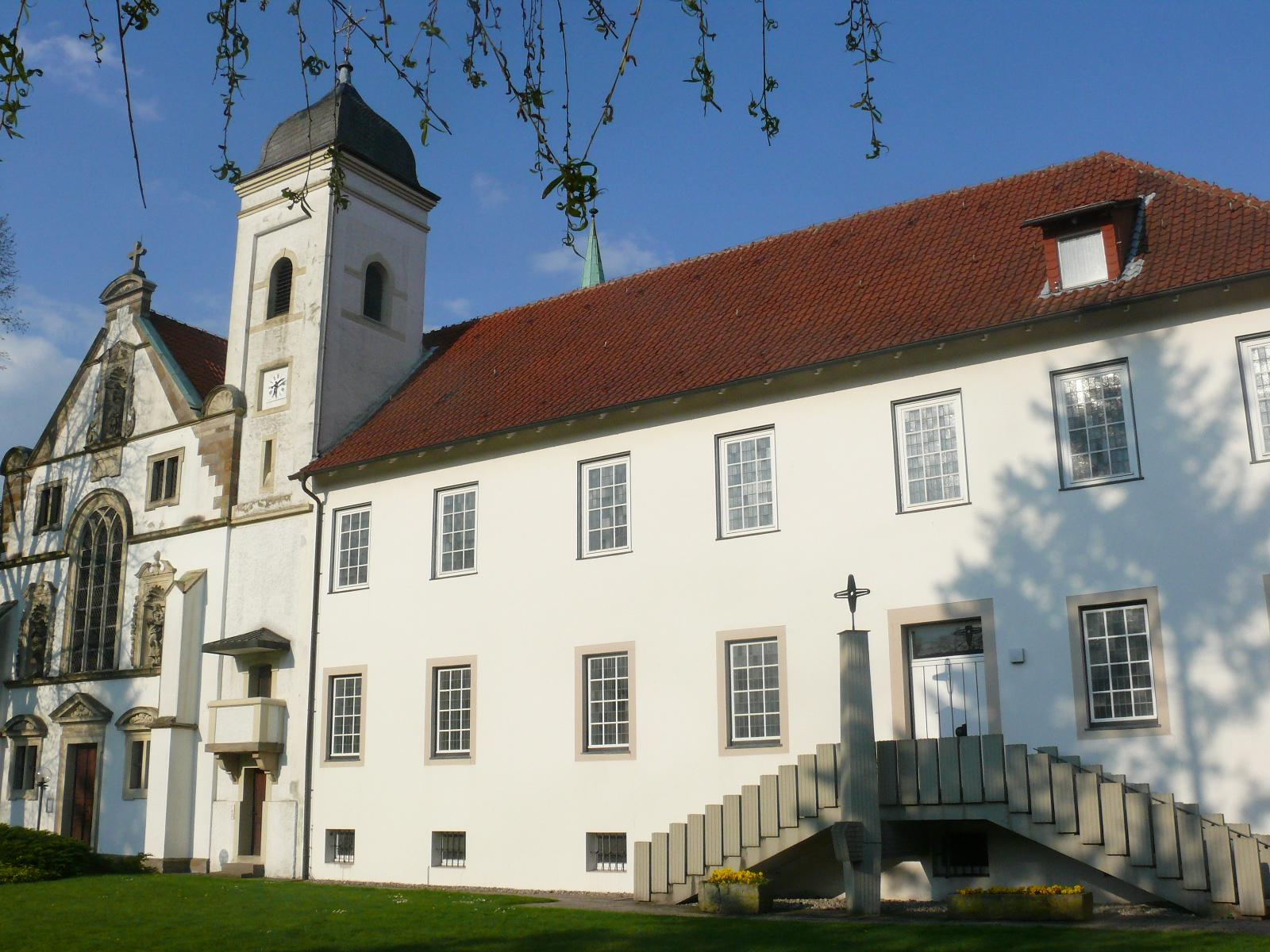
Kloster Vinnenberg um 2011
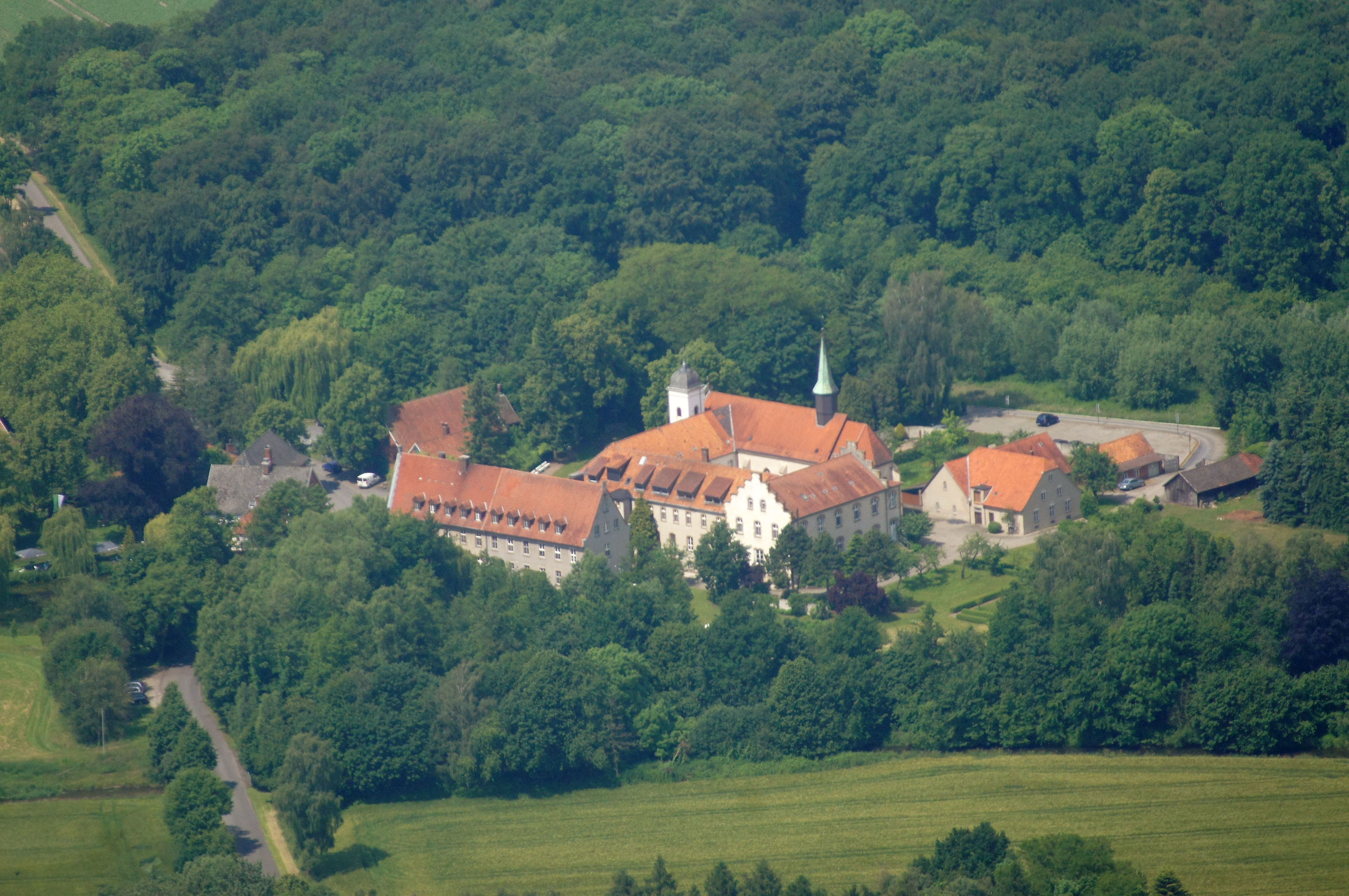
Luftaufnahme (2014)

## Heutige Ausstattung der Kirche
Die schlichte Saalkirche mit gotischen Maßwerkfenstern verjüngt sich zum Chor hin. Geprägt wird der Raumeindruck vor allem durch die große Nonnenempore, die über die Hälfte des Langhauses einnimmt und von einer flachgewölbten dreischiffigen Halle getragen wird.
Ausgestattet ist die Klosterkirche mit Skulpturenschmuck von der Spätgotik bis in die Neuzeit. In den 1960er Jahren wurde der Chorraum modern gestaltet. Der Oelder Künstler Heinrich Lückenkötter fertigte den Blockaltar, auf dem ein Flachrelief das Opferlamm umkränzt von den vier Evangelistensymbolen (Mensch, Löwe, Stier und Adler) zeigt. Dahinter erhebt sich die ebenfalls von Lückenkötter errichtete Sakaramentsstele, die in den 70er Jahren vom Münsteraner Bildhauer Carlo Dürselen Bronzewerk als Schmuck erhielt. Johannes Niemeier aus der Nähe von Gütersloh fertigte für den Chorraum Mitte der 60er Jahre eine Bronzestele, die in einem Strahlenkranz das Gnadenbild präsentiert, und auf der anderen Chorseite den Bronzeambo.

### Orgel
Die Orgel wurde 1965 von dem Orgelbauer Gebrüder Stockmann erbaut. Das Instrument hat 15 Register auf zwei Manualen und Pedal. Die Spieltrakturen sind mechanisch, die Registertrakturen und Koppeln sind elektrisch.
| I Hauptwerk C–g3 |                |       |
| 1.               | Prinzipal      | 8′    |
| 2.               | Spillflöte     | 8′    |
| 3.               | Oktave         | 4′    |
| 4.               | Nachthorn      | 2′    |
| 5.               | Mixtur IV-VI 0 | 1 ⁄3′ |
| 6.               | Holzdulzian    | 8′    |

| II Schwellwerk C–g3 |                   |       |
| 7.                  | Gedackt           | 8′    |
| 8.                  | Spitzflöte        | 4′    |
| 9.                  | Oktave            | 2′    |
| 10.                 | Sesquialter II    | 2 ⁄3′ |
| 11.                 | Quintzimbel III 0 | 1⁄2′  |
|                     | Tremulant         |       |

| Pedal C–f1 |                    |     |
| 12.        | Subbass            | 16′ |
| 13.        | Offenbass          | 08′ |
| 14.        | Nachthorn          | 04′ |
| 15.        | Rauschpfeife III 0 | 02′ |

Koppeln: II/I, I/P, II/P